# نيفرلاند الموعودة
نيفرلاند الموعودة (باليابانية: 約束のネバーランド) هي سلسلة مانغا يابانية من كتابة كايو شيراي ورسم بوسوكا ديميزو. نشرت من قبل شوئيشا في مجلة شونن جمب الأسبوعية، منذ أغسطس عام 2016، حتى يونيو عام 2020. يتتبع العمل مجموعة من الأطفال الأيتام في خطتهم للهروب من دار أيتامهم، بعد معرفة الحقيقة المظلمة وراء وجودهم والغرض من الميتم.
أنتجت المانغا إلى مسلسل أنمي تلفزيوني من قبل استوديو كلوفر وركس، عرض في يناير 2019 واستمر عرضه حتى مارس 2021، وتكون من 23 حلقة. أنتجت المانغا إلى فيلم حي ياباني تم اطلاقه في ديسمبر 2020. تم الكشف ايضا أن استوديوهات أمازون واستديوهات امريكية اخرى تعمل على انتاج مسلسل حي للمانغا، وهو في قيد التطوير والعمل عليه حاليا.
اعتبارا من أغسطس 2023، كان لدى نيفرلاند الموعودة أكثر من 42 مليون نسخة متداولة في العالم، بما في ذلك الإصدارات الرقمية، مما يجعلها واحدة من سلسلات المانغا الأكثر مبيعًا في التاريخ. فازت المانغا بالعديد من الجوائز المرموقة، بما في ذلك جائزة شوغاكوكان للمانغا الثالثة والستين في فئة شونن، وجوائز معرض اليابان، والعديد من الجوائز الأخرى. لقد لقيت نيفرلاند الموعودة استحسانًا كبيرًا من قبل النقاد والمعجبين، لا سيما فيما يتعلق ببناء عالمها، ومفاهيمها الأصلية، وكتابة الحبكة الفريدة من نوعها، وتطوير الشخصيات، وعمق وفلسفة القصة.

## القصة

### الخلفية
في عالم غريب مليء بالمخلوقات الواعية من مختلف الأنواع، تم التوصل إلى اتفاقية تسمى "الوعد" لإنهاء حرب طويلة بين البشر وما يسمى بالشياطين. كان "الوعد" اتفاقًا يعيش فيه كل فرد في "عوالم" منفصلة خاصة به: العالم البشري، خالٍ من تهديد الشياطين؛ وعالم الشياطين. حيث أقيمت مزارع تربية البشر لتوفير الطعام للشياطين. من خلال أكل البشر، تأخذ الشياطين صفاتهم التي تمنعهم من الانحدار إلى وحوش طائشة. في عالم الشياطين، تم وضع برنامج تربية خاص تحت ستار دور الأيتام. هناك، تشرف "أم" بشرية على الأطفال للتأكد من أنهم نشأوا أذكياء قدر الإمكان. هؤلاء الأطفال لديهم أرقام تعريف موشومة عليهم وليس لديهم معرفة بالعالم الخارجي. لقد اعتقدوا أنهم أيتام، وبمجرد وصولهم إلى سن أو ذكاء معين، سيتم إخراجهم للتبني، ولكن يتم إطعامهم إلى الشياطين ذوي الرتب العالية والمكان المرموقة في عالم قاسي جدا بدلاً من ذلك.

### الحكاية
في عام اكتوبر 2045, بعد 1000 عام من تشكيل "الوعد"، إيما المشرقة والمبهجة هي طفلة صغيرة يتيمة تبلغ من العمر 11 عامًا تعيش في غريس فيلد هاوس، وهو دار للأيتام قائمة بذاتها تأويها و 37 يتيمًا آخر. إنهم يعيشون حياة شاعرية، مع طعام وفير، وأسرّة فخمة، وملابس نظيفة، وألعاب، وحب "أمهم" إيزابيلا. يُنظر إلى تعليمهم على أنه جزء مهم من تطورهم، وتتفوق إيما دائمًا مع صديقيها المقربين نورمان وراي في الاختبارات العادية. يُسمح للأيتام بالحرية الكاملة، باستثناء المغامرة خارج السياج في الغابة المحيطة بالمنزل أو البوابة التي تفصل المنزل عن العالم الخارجي. في إحدى الليالي، تم إرسال فتاة تدعى كوني بعيدًا ليتم "تبنيها"، لكنها نست لعبتها المفضلة على شكل لعبة محشوة تشبه الارنب. لهذا السبب قررت إيما بمساعدة نورمان تتبعها واعطائها لعبتها، ولكن عندما وصلوا عند البوابة، يجدون كوني ميتة ويكتشفون حقيقة وجودهم في دار الأيتام المثالية هذه - ليتم تربيتهم كلحم للشياطين. تخطط إيما ونورمان مع راي للهروب من غريس فيلد هاوس مع الأطفال، لكن نورمان يُقلع ليتم "تبنيه". ثم قررت إيما وراي الهروب مع بعض أشقائهما الأكبر سنًا، تاركين نصف الأطفال الصغار وراءهم.
يجد الهاربون الحياة خارج غريس فيلد هاوس مليئة بالمخاطر, ولكن تحت قيادة راي و إيما، أصبحوا مصممين على العودة لتحرير أشقائهم الباقين، جنبًا إلى جنب مع الأطفال من المزارع الأخرى. لقد وجدوا كثيرا من المشاكل في طريقهم وفي مغامراتهم و شياطين من جميع الأوصاف، بما في ذلك موجيكا و سونجو، الذين يساعدونهم في سعيهم. تلتقي إيما وراي في وقت لاحق مرة أخرى مع نورمان ومع حلفائهما، يخوضان معركة من أجل الحرية ضد ملكة الشياطين ليغرافاليما والإنسان بيتر راتري الذي يدير المزارع. في النهاية، من خلال تصميمها الخاص، تؤمن إيما حرية جميع الأطفال وتعيد صياغة "الوعد"، حيث تنقلهم جميعًا إلى العالم البشري، ولكن على حساب ذاكرتها الخاصة.

## تطوير القصة

### تطوير الحبكة
نشأ المفهوم الأول للمانغا بحلول نهاية عام 2013، من مسودة بعنوان نيفرلاند في الأصل، ولكن تم تغييره لاحقًا إلى نيفرلاند الموعودة بعد مواجهة بعض مشكلات حقوق النشر. أحضر كايو شيراي 300 صفحة من مسودة نيفرلاند الموعودة إلى قسم تحرير شونن جمب الأسبوعية. قال سوجورو سوجيتا، محرر نيفرلاند الموعودة، إن المانغا كان عملاً طموحًا، مع مشاهد مشرقة ومظلمة تحتاج إلى عالم من الخيال من شأنه أيضًا أن يخلق التشويق. لقد واجهوا صعوبات في العثور على رسام يمكن أن يتناسب أسلوبه مع القصة، بدءًا من الرسامين المشهورين إلى المواهب الجديدة والقادمة. اعتبر شيراي بوسوكا ديميزو كأحد المرشحين، حيث شعر هو والمحرر سوجيتا أن فنها هو الأنسب لرسم المانغا. رفض بعض المرشحين العرض، وقدموا تعليقات مثل أن القصة لا تبدو وكأنها مانغا من شونن جمب الأسبوعية، أو أنها لن تصبح ناجحة، لذلك كانوا «سعداء ومتحمسين حقًا» عندما وافقت ديميزو على العمل عليها.
قال سوجيتا إن شيراي وديميزو كان لهما نوع من التآزر على غرار تسوغومي أوبا وتاكيشي أوباتا، مؤلفي مذكرة الموت. قبل أن تبدأ مانغا نيفرلاند الموعودة في التسلسل، نشر كايو شيراي وبوسوكا ديميزو مانغا أمنية بوبي ذات الفصل الواحد على منصة شونن جمب+ عبر الإنترنت في فبراير 2016. كانت المانغا جيدة جدا و شائعة بين القراء وأعرب سوجيتا عن أنهم الفريق المناسب للعمل على نيفرلاند الموعودة.

### الإلهام
استوحى شيراي أفكاره من كتب الفولكلور للأطفال من جميع أنحاء العالم وألعاب الفيديو مثل فاينل فانتسي لعمل إعداد المانغا، أما بالنسبة لعناصر الرعب، فقد قال إنه استخدم خياله فقط لأنه لا يحب أفلام الرعب. كما ذكر أن جزءًا من القصة يأتي من بعض الكوابيس التي عاشها عندما كان طفلاً، خاصة بعد قراءة قصة هانسل وغريتل، وقصص عن الأطفال الذين يتم أكلهم، ومانغا تركز على الأرواح التي جعلته يسأل نفسه عما إذا كان بإمكان الوحوش حل مشاكلهم. إذا قاموا بتربية البشر مثل الماشية. قال شيراي: «لقد اجتمعت كل هذه المخاوف والأفكار والتأثيرات. هكذا ولدت قصة نيفرلاند الموعودة».
قالت ديميزو إن الفولكلور الياباني ووحوشه كانا المصدر الأول للإلهام، مشيرتا أيضًا إلى حكايات خرافية أوروبية مثل ذات الرداء الأحمر و هانسل وغريتل. كما ذكرت مانغا مونستر للسيد ناوكي أوراساوا، وكون غيبلي وأفلام الهروب من السجن، مثل جزيرة ألكتراز والهروب الكبير وبابيلون والمسلسل التلفزيوني الأمريكي بريزون بريك.

### المفاهيم والموضوعات
فيما يتعلق بالعنوان وعلاقته بـ نيفرلاند، جزيرة بيتر بان الخيالية، التي أنشأها جيمس ماثيو باري، قال شيراي إنه مكان ساحر خرافي للاستمتاع بفضل بيتر بان، لكن نصف المكان مظلم وخطير. قال إن هذين الجزأين، «التعايش بين المرح الطفولي» و«الظل الخطير الذي يحوم في القاع» من العوامل التي حاول نسخها من خلال نيفرلاند الموعودة. تم التخطيط للمانغا في الأصل ليكون ببساطة بعنوان نيفرلاند، ولكن نظرًا لقضايا حقوق النشر، لم يكن مناسبًا للأغراض التجارية. أراد شيراي ومحرره الإبقاء على «نيفرلاند» في العنوان، بالنظر إلى القصة وتطورها. ثم توصلوا إلى «وعد» في الوقت الذي كانوا يعملون فيه على قصة ما بعد الهروب. لقد اعتبروا الكلمة مهمة ووافقوا على ذكرها أيضًا في عنوان المانغا.
على الرغم من سوداوية المانغا، أراد شيراي نشر نيفرلاند الموعودة في شونن جمب الأسبوعية بدلاً من مجلة سينن لأن الحبكة ليست مرتبطة بالعمر، حتى لو كانت مواضيع القصة مظلمة، وانه لا يوجد سبب لحرمان قراء المجلة من قصة بسبب سطر تحريري. وأضاف أن نيفرلاند الموعودة تحتوي على موضوعات شونن، مثل المساعدة المتبادلة أو تجاوز الذات. وأوضح شيراي أن الشخصيات الرئيسية هي الأطفال لأن المجلة يقرأها المراهقون والشباب بشكل أساسي، كما أنها تسهل عملية التعرف على القارئ. وقال أيضًا إن مفهوم تمرد الأطفال على الكبار تم استخدامه لأنه موضوع كلاسيكي في العديد من القصص. على الرغم من اعتراف شيراي بأن القصة أكثر قتامة من غالبية أعمال شونن جمب الأسبوعية، فقد تجنبوا استخدام «الاتجاهات المتطرفة» مثل «الاثارة الجنسية» أو «العنف» أو «اللامعقول»، منذ ذلك الحين، وفقًا للمحرر، هذا سيجعلها مجرد مانغا عادية، وقد حاولوا تجنب تلك الجواهر بأقل قدر ممكن واستخدامها فقط عندما تكون ضرورية للقصة.
قال كايو شيراي إن فكرة الطلاب الحاصلين على أدنى درجات هم أول من يغادرون المزرعة ليأكلهم الشياطين، رغم أنها ليست بالضرورة انتقاد، كانت وسيلة لدعوة القارئ للتفكير في المجتمع الحالي. على الرغم من اعتراف شيراي بوجود أوجه تشابه بين المانغا والمجتمع الياباني ونظامه المدرسي، إلا أنه قال إنه لا يُقصد منه أن يكون نقدًا أساسيًا، بل كان مقاربة للحياة اليومية للأسرة والمدرسة والطريقة التي ينظر بها الأطفال إلى البالغين. على الرغم من بعض التفسيرات التي قدمتها منظمة بيتا، مدعية أن المانغا عبارة عن كتيب ضد الزراعة الجماعية والمؤيدين للنباتيين، أعرب شيراي عن أنه لم يكن يحاول وضع القيم الأخلاقية، وبصفته مؤلفًا، لم يكن في وضع يسمح له بالحكم. وأكد أنه لم يُذكر صراحة أبدًا أن الشياطين كانوا أشرارًا في القصة. وقال أيضًا: «إن ارتباط الناس بالنباتيين والتربية المكثفة للحيوانات لا يزعجني، لكن هدفنا الرئيسي هو خلق قصة للترفيه عن الناس، وليس لتقديم حكم أخلاقي. العمل ليس نقدًا للمستهلك ! المجتمع على هذا النحو».

### الاعداد
تدور أحداث المانغا في إنجلترا الفيكتورية، حيث أعرب شيراي عن رغبته في «زعزعة استقرار القراء، وقيادتهم إلى المسارات الخاطئة» من خلال جعلهم يعتقدون أن القصة تم وضعها في دار أيتام إنجليزية في القرن التاسع عشر. أراد أيضًا تجنب وضع القصة في إطار زمني محدد للغاية. لم يكن لديه أسباب خاصة لاختيار إنجلترا، لكن اسم دار الأيتام غريس فيلد هاوس المكتوب باللغة الإنجليزية في النص ناشده. قال شيراي أيضًا أن تخطيط المدن الأوروبية هو معيار، وهو أسلوب شائع جدًا يحظى بتقدير كبير لدى اليابانيين. قامت بوسوكا ديميزو برحلة دراسة لغوية لمدة شهرين إلى إنجلترا عندما كانت أصغر سناً والتقطت الكثير من الصور التي استخدمتها كمرجع للمانغا. لقد تأثرت بشكل خاص بالغابات الإنجليزية وأجواءها.

### الشخصيات
أراد شيراي إنشاء شخصيات «اصلية، متفائلة ومفعمة بالأمل» لترديد صدى هؤلاء الأبطال من مجلة شونن جمب الأسبوعية. وذكر أن إيما هي مثال للموقف الإيجابي، ونورمان هو الدعامة الأساسية للمجموعة وراي لديه شخصية معاكسة وأكثر قتامة. في الأصل، كانت إيما شخصية أقل حسماً ونشاطاً، وكان نورمان يتمتع بمزاج «أخف»، وكان راي «أكثر تطرفًا»، لكن شيراي ومحرر المانغا، سوجورو سوجيتا، قررا تعديل سمات الشخصيات وشخصياتها، وهو الشيء الذي وفقًا لسوجيتا، استمر تقدم المانغا. اعتقد سوجيتا أن مانغا ذات الشخصية الرئيسية الأنثوية لن تحظى بشعبية كافية ليتم تسلسلها واقترح على شيراي تغيير إعداد الشخصية، مما يجعل إيما صبيًا، لكن ذلك لم ينجح. اعتبر سوجيتا لاحقًا أنه منذ أن أصبحت أفلام ستوديو غيبلي، التي تضم بطلات وشخصية ذكورية تدعمها، تحظى بشعبية كبيرة في جميع أنحاء العالم، فقد اعتقدوا أن وجود شخصية نسائية رئيسية لن يكون مشكلة. وفقًا لشيراي، كان اختيار إيما كشخصية رئيسية في سلسلة مانغا يرجع أساسًا إلى أنه كان مهتمًا أكثر باستكشاف معارضة الأم وابنتها بدلاً من معارضة الأم والابن. وأضاف أن إيما، كفتاة، لديها خيار أن تصبح «أم» أو أن تحاول الهرب، وكان ذلك للكاتب أكثر إثارة للاهتمام من حيث القصة.
أنشأ شيراي قاعدة من الرسومات مع الصور والتعبيرات لكل شخصية وصقلت ديميزو سماتها واتجاهاتها. استبدلت بوسوكا ديميزو نمطين من الرسم للأطفال والشياطين. لقد استمتعت برسم كليهما، حيث ذكّرها الأطفال بالفترة التي كانت تقوم فيها بعمل الرسوم التوضيحية، و رسمت الشياطين من ذوق شخصي من أجل «كل ما هو رائع ومخيف». صممت بوسوكا ديميزو أيضًا وحوشًا لألعاب الفيديو. ووفقًا لشيراي، فقد كانوا على وشك أن يتخيلوا تصميم الشياطين والشخصيات الجديدة مبكرًا جدًا، وأن يكون لديهم الوقت للتفكير في الأمر جيدًا وألا يتسرعوا في إيقاع النشر الأسبوعي للعمل. ومع ذلك، كانت ديميزو جاهزة للشخصيات في يوم أو يومين، كما ذكر شيراي على سبيل المثال أن تصميم حصان «سونجو» قد تم تصميمه وإنتاجه والتحقق من صحته في يوم واحد. أكد شيراي أنه نادرًا ما رأى شخصًا سريعًا وواثقًا مثل السيدة بوسوكا ديميزو.

### الكتابة
عندما خطرت للكاتب فكرة المانغا لأول مرة، تغير الكثير عن الخطط الأولية. على سبيل المثال، لم تكن غرفة إيزابيلا السرية وشخصية وليام مينيرفا موجودين في البداية. كانت إيما ستهرب من غريس فيلد وحدها. تقابل موجيكا وسونجو وتسافر عبر عالم الشياطين. لكنها ستعود إلى غريس فيلد لتجد أن غيلدا أصبحت أختًا وأن كرون كانت أماً. ومع ذلك، فإن أهم أجزاء القصة لم تتغير، لكن الكاتب كايو شيراي يغير أشياء أخرى طوال الوقت.
وفقًا لكتاب المعجبين الرسمي لعام 2020، تأثرت عملية كتابة الفصول الأخيرة بجائحة فيروس كورونا. ورأى الكاتب شيراي أن عدد صفحات الفصول، وخاصة الفصل 179 والفصل الأخير، كان محدودًا، في المحتوى الذي أراد تضمينه.

## عالم السلسلة

### الكون

#### عالم الشياطين
عالم الشياطين هو جزء من العالم الذي انقسم منذ سنوات عديدة إلى قسمين بين البشر والشياطين بعد توقيع التعهد مع عائلة راتري. يتكون الجزء من العالم الذي ينتمي إلى الشياطين من العديد من النظم البيئية والمخلوقات الغريبة، وبعضها يشمل الشياطين البرية / الحيوانات البرية. منذ آلاف السنين، قبل انقسام العالم الى نصفين و بناء المزارع، كانت الشياطين والبشر يتشاركون نفس العالم، مما أدى إلى الصيد المتكرر للبشر بواسطة الشياطين. فعل بعض البشر الشيء نفسه بعد فترة وجيزة، بينما عبدهم آخرون خوفًا من أن يؤكلوا. أصبحت حلقة مستمرة حيث قتل الطرفان خوفا من بعضهما البعض. بعد عدد لا يحصى من الحروب العنيفة والمذابح، وقفت عشيرة من البشر تسمى عائلة راتري ضد الشياطين وأبرمت معاهدة تُعرف باسم الوعد.

#### الشياطين
هذه الأنواع مجهولة التصنيف، والتي يطلق عليها الأطفال اسم الشياطين، وأكلة البشر من قبل يوغو، والوحوش بمقاومة غولدي بوند والتي أطلقت عليها الأخت كرون اسم «هم»، تتكون من وحوش كبيرة تشبه البشر ووحشية ذات المظاهر الوحشية. هم الخصوم الرئيسيون في المانغا. هم الكائنات التي تحكم «عالم الشياطين» في الزراعة الصناعية والمزارع المتميزة و كل شيء. في الماضي، كانت تسمى هذه الوحوش شياطين. لقد بدوا في الأصل مثل البكتيريا وبدأوا في الأكل وأخذوا ملامح الحيوانات وفي النهاية البشر. عندما هاجمت «الشياطين» البشر القدماء، بدأ بعضهم في المقاومة والمحاربة. بعد عدد لا يحصى من القتلى والحروب بين هذه الوحوش والبشر، تم تشكيل وعد بين «الشياطين» وعشيرة راتري. انقسمت عوالم البشر والشياطين إلى قسمين، حيث لم يُسمح لأي منهما بعبور المسارات أو مطاردة بعضهما البعض. تركت عشيرة راتري عددًا غير معروف من البشر في مملكة الشياطين، الذين تقطعت بهم السبل بلا وسيلة للهروب، ليصبحوا ماشية للشياطين للحفاظ على السلام في العالم البشري. لذلك تم تشكيل نظام الزراعة من خلال ثغرة، حيث لم تكن الشياطين تطاردهم.

#### تيفاري
تيفاري هو مهرجان يحتفل به الشياطين، حيث يقدمون لشيطانهم الاول أفضل البشر المتميزين، من المزارع المتميزة، تكريمًا له. هذا حفل حيث تمنحه الشياطين الحصاد اللذيذ. يقام الاحتفال أمام الشياطين الأرستقراطيين وهي لحظة ذات أهمية كبيرة للمجتمع. خلال هذا الحفل ، سيتم إرسال أفضل الأطفال من المزارع المميزة وإعدادهم للأكل من قبل  মশ্লয়. ترغب الأمهات في منحه أعلى جودة، وبالتالي لن يتم شحن الأطفال الأعلى تصنيفًا، حتى يكونوا في أفضل الظروف (معدل الذكاء ، والعمر ، وما إلى ذلك) ليتم تقديمه إلى تيفاري.

#### فيدا
فيدا هو نبات مصاص دماء تستخدمه الشياطين لإطالة العمر الافتراضي لأي لحوم تستخدم فيه، والتي تعمل عن طريق امتصاص الدم. يعتبر النبات أيضًا موضوعًا لطقوس غوبنا للشياطين. الزهرة لها مظهر مشابه للزهرة العادية. لها قضيب مدبب، له عدة فروع تلد عدة ملاءات. تكون البتلات في البداية بيضاء اللون ومغلقة اللون وتتفتح وتتحول إلى دم أحمر بعد شرب دم ضحيته. يفرغ من دم ضحيته إذا طعن في جسده وملامسته للدم، وربما يكون هذا هو سبب قطع الجذور وتركها مع العصا، مما يسمح له بإيقاع الضحية بسهولة أكبر لامتصاص الدم. بعد امتصاص دم الضحية يموت ويتلاشى.

### الأماكن

#### المزارع المميزة
المزارع المتميزة هي مزارع تُصنع فقط من أجل زراعة اللحوم البشرية المتميزة أو الراقية. إن أطفال المزارع المتميزة جميعهم ذوو قيمة عالية، على عكس مزارع المصانع، التي تنتج كميات كبيرة من اللحوم الرخيصة. لا يوجد سوى أربع مزارع للمزارع الراقية، بما في ذلك غريس فيلد، بينما توجد المئات من مزارع المصانع. المزارع المتميزة هي نتاج «الوعد» بين الشياطين و البشر خصيصا عائلة راتري. على الرغم من وجود المئات من مزارع المصانع المخصصة للإنتاج الضخم للحوم الرخيصة، إلا أن هناك أربع مزارع متميزة. يتم الاحتفاظ بالأيتام في مزارع المصانع في ظروف سيئة وبالكاد على قيد الحياة، بينما تتم تربية الأيتام في المزارع المتميزة في بيئة صحية وآمنة حتى يتمكنوا من النمو بصحة جيدة، وتطوير العقول الذكية والاجسام الصحية، لتكون وجبات جيدة للشياطين. نظرًا لأنه من المفترض أن تكون الماشية من المزارع الممتازة من أعلى مستويات الجودة، يجب إعدام أي أطفال يولدون في هذه المزارع مصابين بعيوب خلقية أو تشوهات بعد الولادة بفترة وجيزة، فالأطفال من المزارع المتميزة جميعهم ثمينون على عكس الأطفال في مزارع المصانع. اللحوم المباعة في المزارع الممتازة ذات جودة عالية وتباع بأسعار مرتفعة للأثرياء الشياطين، أو يتم الاحتفاظ بها ل  মশ্লয় لاستهلاكها. 
تعتبر غريس فيلد أفضل مزرعة متميزة مع أصعب الاختبارات وهي أيضًا أصغر مزرعة متميزة، حيث تتكون من مبنى واحد في كل مزرعة. تتكون المزارع المتميزة الأخرى من عدة مبان وتبدو كقرى. هناك أيضًا طريق إلى عالم البشر و الإنسان داخل كل مزرعة من المزارع المتميزة، والتي يمكن أن تجلب الطعام والألعاب والملابس وغيرها من المستلزمات إلى المزارع.

#### أنواع المزارع المميزة
- غريس فيلد : عبارة عن مجمع متناظر ذو شكل سداسي مسطح يستخدم لتربية الأطفال كماشية للشياطين. إنها فريدة من نوعها، كونها واحدة من أربع مزارع متميزة معروفة. يتم تشغيله بالكامل من قبل نساء بشريات يعرفن بالأمهات، اللائي يعملن أيضًا كرعاية للأطفال. وتتكون من خمس مزارع ومقر ومنطقة مركزية تربط المزارع بالمقر. يتكون في شكل سداسي. بعد حريق وتدمير مقر، لم يتبق في غريس فيلد هاوس سوى أربع مزارع نشطة. المجمع بأكمله محاط بالجدران. وراء الجدران يوجد جرف عميق. يعمل كلاهما كإجراءات أمان لمنع الأطفال بالداخل من الهروب. الطريقة العملية الوحيدة المعروفة لمغادرة المجمع هي استخدام الجسور التي تربط المقر الرئيسي بالعالم الخارجي.[16]
- غلوري بيل: هي واحدة من أربع مزارع مميزة، حيث تم تربية الأيتام كماشية للشياطين. يبلغ عمر المزرعة 13 عامًا على الأقل لأن يوغو أخبر الهاربين من غريس فيلد أنه وزملاؤه هربوا منها عندما كانوا يعيشون في دار الأيتام. جميع أطفال غلوري بيل لديهم تسلسل ترميز يتكون من مزيج من الأحرف والأرقام على البطن. على عكس غريس فيلد، فإن 15 هو الحد الأقصى للعمر لأولئك الذين سيتم شحنهم من غلوري بيل.[17]
- غراند فالي: غراند فالي هي واحدة من أربع مزارع مميزة. تمامًا مثل غريس فيلد ، عين غراند فالي وصيًا أو أكثر لتربية الأيتام الذين سيتم إرسالهم لاحقًا ليصبحوا ماشية لتستهلكها الشياطين. على الرغم من أن مظهر غراند فالي غير معروف، إلا أنه يحتوي على العديد من المباني الموضوعة في شكل يشبه المدينة، مع قبة زجاجية ضخمة أعلاه، مما يجعل من المستحيل الهروب على ما يبدو.[18]
- غود ويل ريج: هي واحدة من أربع مزارع متميزة. تمامًا مثل غريس فيلد، عين غود ويل ريج، وصيًا لتربية الأيتام الذين سيتم إرسالهم لاحقًا ليصبحوا ماشية لتستهلكها الشياطين. يبدو أن دار الأيتام غود ويل ريج مكونة من مبانٍ متعددة، على عكس غريس فيلد ، ويبدو أيضًا أنها داخل قبة.[19]

#### مزارع صناعية
مزارع المصانع هي مزارع تنتج بكميات كبيرة لحوم رخيصة منخفضة الجودة. هناك المئات من هذه المزارع مقارنة بالعدد الصغير من المزارع المتميزة، والتي هي عكس مزارع المصانع من حيث جودة لحوم الأيتام التي تنتجها. عادةً ما يتم بيع الأطفال من هذه المزارع للمدنيين الشيطانيين، بينما يتم حجز الأطفال ذوي الجودة العالية من المزارع الفاخرة للأثرياء وذوي الرتب العالية. استخدمت مزارع المصانع ببساطة العلامات بدلاً من ارقام المزارع الفاخرة لتمييز الأيتام. يتم نقش العلامات على جزء معين من جسد الايتام، مثل عظمة الترقوة، أو ظهر اليد، أو الرأس، أو على الجزء العلوي من الذراع .
يتم إبقاء الأيتام الذين يتم الاحتفاظ بهم في مزارع المصانع هذه على قيد الحياة بواسطة الآلات، مثل الشاشات، للحفاظ على عمل أعضائهم ومنحهم الأكسجين. لذلك فإن الآلات ضرورية لإبقاء الأيتام على قيد الحياة. إذا تمت إزالة أي من الأيتام في مزرعة المصنع من الآلات التي تم توصيلهم بها، فسوف يموتون على الفور . لا يتعلم الأطفال في هذه المزارع اللغات، ولديهم أسماء, ولديهم إرادة حرة، ولا يمكنهم التفكير في الهروب لأنهم بقوا في غيبوبة طوال حياتهم. تتمتع مزارع المصانع أيضًا بحماية جيدة ضد الصيادين الذين يحاولون سرقة الأطفال من المزارع.

#### لامدا Λ7214
لامدا Λ7214 هو مركب تجريبي. تجري الشياطين والبالغون العاملون في المزرعة تجارب متكررة ويخدرون الأطفال الذين يعيشون هناك. تم إنشاؤه بهدف إنتاج لحوم عالية الجودة بكميات كبيرة. ومع ذلك، نتيجة لإدمان المخدرات والتجارب التي أجريت في لامبدا، بدأ العديد من الأطفال يعانون من تطور غير طبيعي وآثار جانبية ونمو غير منتظم للعضلات والحواس والجهاز العصبي.

#### المأوى B06-32
هو ملجأ تحت الأرض في عالم الشياطين. لا يمكن فتحه إلا بقلم موعود. تم بناء الملجأ منذ 13 عامًا على الأقل من قبل ويليام منيرفا وظل يعمل من قبل يوغو، الذي جعل الملجأ منزله طوال الـ 13 عامًا الماضية. كان الملجأ يحتوي على غرف مفروشة بالكامل، وتوفر الكهرباء ، والكثير من الطعام والماء لدعمها خلال العامين المقبلين. إلى جانب ذلك، كان هناك أيضًا الكثير من المعلومات المتبقية حول العالم في المكتبة الموجودة في الخزنة. يضم المأوى غرفة أمن ومطبخ ومخزن ومكتبة وحديقة وغرفة طعام وحمام. يقوم المأوى بسحب المياه من بئر تحت الأرض، ويولد الكهرباء من مزيج من الطاقة الحرارية الأرضية والنفايات العضوية، ويحتوي على مولد منفصل يعمل بالوقود في حالة نفاد الموارد. يسمح تكوين هذا المأوى للأطفال بالاستقلال لبضع سنوات قبل الاضطرار إلى المغادرة. 

#### غولدي بوند
غولدي بوند أو يشار إليه ببساطة باسم A08-63، هي محمية سرية للصيد البشري يملكها الشيطان اللورد بايون. كانت هذه قاعدة ويليام مينيرفا للمهروبين من البشر، ولكن تم اكتشافها من قبل الشياطين عندما خانه بيتر راتري. كانت أرض الصيد تقع تحت الأرض حتى لا يتمكن أحد من الهروب ولا يلاحظها أحد. اشترى بايون الأطفال من المصانع المتميزة، ولكن في بعض الأحيان كانت تُسلَق للبشر في العالم الخارجي. كانت هناك لافتة موجودة في الساحة الرئيسية تنص على ثلاث قواعد: الموسيقى ، والوحوش ، والبقاء على قيد الحياة. عندما كانت الموسيقى تعزف، كانت الوحوش تأتي وكان على الأطفال البقاء على قيد الحياة حتى تتوقف الموسيقى.
تم الكشف لاحقًا أن غولدي بوند تتكون من ثلاث طبقات. كانت الطبقة الأولى فوق سطح الأرض وهي عبارة عن بحيرة بسيطة في وسط غابة الشياطين. هذه الطبقة الأولى أخفت غولدي بوند الحقيقية التي كانت تحت الأرض. تتكون الطبقة الثانية من قرية وحقول زراعية وغابة وقصر كبير. كانت هذه الطبقة بأكملها مأهولة بالأطفال والشياطين الذين كانوا يصطادون الأطفال من أجل الاكل و المتعة. لم يتم الوصول إلى الطبقة الثالثة والأخيرة إلا من خلال باب صنعه ويليام مينيرفا ، مخبأ داخل طاحونة هوائية كبيرة. لا يمكن فتح هذا الباب إلا بالقلم الموعود ويكون بمثابة مدخل للطابق الثالث وغرفة مشاهدة كبيرة وبحيرة ذهبية مع جزيرة صغيرة ومنزل فوق البحيرة.

#### الجدران السبعة
تحدد الجدران السبعة مكانًا متعدد الأبعاد، لا يمكن الوصول إليه إلا من خلال «مدخل» معين، والذي يمثل حاجزًا وهميًا يفصل  মশ্লয় عن بقية الشياطين. تعتبر الجدران السبعة في الواقع رمزًا للإشارة إلى المكان والزمان، وبالتالي فإن الطريقة الوحيدة لتجاوز هذه الأسوار السبعة هي تجاوز قوانين الزمان والمكان، باستخدام العقل الباطن للفرد وخياله في هذا المكان. على مر القرون، انتشرت أساطير مختلفة حول هذا المكان، والتي تقول أنه في السبعة جدران من الممكن مقابلة أعلى شيطان. ومع ذلك، لم يتم تمييزها بأي خريطة، ولم يتمكن أحد من العثور على موقعها الدقيق لعدة قرون. يتم تمثيل الدليل الوحيد من خلال لغز يبدو غير قابل للفك، والذي انتشر عبر الأجيال.

## الشخصيات

### شخصيات غريس فيلد هاوس
- إيما

أداء صوتي: سومير موروهوشي
إيما فتاة تبلغ من العمر 11 عامًا تعيش في غريس فيلد هاوس. لديها عيون خضراء وشعر برتقالي فاتح قصير يقف من جميع الزوايا حول رأسها مع جزء طويل واحد من الشعر يتجعد لأعلى على الجانب الأيمن من رأسها، يشبه الهوائي، وشعر آخر أصغر. رقبه. مثل راي ونورمان، تحصل إيما باستمرار على علامات مثالية في امتحاناتها اليومية. إنها مفعمة بالحياة وتتعلم بسرعة. وهي معروفة بتفاؤلها الكبير فضلاً عن قوتها الرياضية، لكنها قد تكون مجنونة في بعض الأحيان. بعد اكتشاف حقيقة دار الأيتام، تتعاون إيما مع نورمان وراي للهروب من المنزل. إنها تحب عائلتها أكثر من أي شيء آخر، وإحساسها القوي بالعدالة يجعلها تصر على أن يهرب الجميع معًا، على الرغم من أن معظم أشقائهم هم دون سن السادسة، وهو هدف يراه راي مجنونًا ومهملًا.
- نورمان

أداء صوتي: مآيا أوتشيدا
نورمان هو واحد من أكبر ثلاثة أطفال يعيشون في غريس فيلد هاوس، ومثل راي وإيما، يبلغ من العمر 11 عامًا ويحصلون باستمرار على درجات مثالية خلال الاختبارات اليومية. تم التعرف عليه من خلال رقم هويته 22194 وهو معروف بكونه استراتيجيًا ومخططًا عبقريًا، بالإضافة إلى أنه لا يهزم في لعبة العلامة. يكتشف حقيقة دار الأيتام مع إيما ويتعاون مع راي لوضع خطة للهروب. بينما يعلم أن مغادرة المنزل مع كل طفل في المنزل شبه مستحيلة، يدفعه حبه لإيما لمواصلة المحاولة. باعتباره الأكثر ذكاءً من بين الثلاثة، فهو أول من اكتشف هوية راي الحقيقية باعتباره جاسوسًا لإيزابيلا وأعد خططًا احتياطية مختلفة وطرقًا للهروب. بعد خيانة إيزابيلا لراي، يُجبر نورمان على الشحن قبل عيد ميلاده الثاني عشر، متقبلاً مصيره في الموت المحتوم لخداعها والسماح لبقية الأطفال بالهروب. ومع ذلك، بدلاً من قمع نورمان، يتم إرساله إلى منشأة أبحاث خاصة تسمى «لامبدا»، ليهرب بعد أن يقود الأطفال الآخرين المحتجزين هناك في انتفاضة. منذ ذلك الحين، أنشأ مكانًا يسمى «مخبأ الجنة» للأطفال الذين أنقذوا من مزارع أخرى ليعيشوا فيه، وكانت لديه خطة للقضاء على جميع الشياطين في العالم.
- راي

أداء صوتي: ماريا إيسي
راي هو واحد من أكبر ثلاثة أطفال يعيشون في غريس فيلد هاوس، ومثل إيما ونورمان، يبلغ من العمر 11 عامًا ويحصل باستمرار على درجات مثالية خلال امتحاناتهم اليومية. تم التعرف عليه من خلال رقم هويته 81194 وهو معروف بكونه قارئًا نهمًا يتمتع بقدرات فكرية عالية وشكوك حادة ومكر. نظرًا لكونه الطفل البيولوجي الوحيد للقائمين على رعايتهم، إيزابيلا، لم يختبر فقدان ذاكرة الطفولة، مما يؤكد شكوكه حول وجود الشياطين والطبيعة الحقيقية للمنزل في وقت لاحق عندما كان يبلغ من العمر 6 سنوات. يصبح راي جاسوسًا لإيزابيلا مقابل البضائع والوعد بأنه لن يتم إطعامه ونورمان وإيما للشياطين حتى عيد ميلادهم الثاني عشر. تعهد باستخدام السنوات المتبقية من حياته لتنظيم خطة هروب من شأنها أن تؤدي إلى اكتشاف أفضل صديقين له الحقيقة بأنفسهم. بعد مواجهة مع نورمان، يصبح الورقة الرابحة للأطفال تمامًا كما تخونه إيزابيلا. على الرغم من عدم استعداده في البداية لقبول هدف إيما غير الواقعي المتمثل في الهروب مع كل طفل، إلا أنه يتعهد بعدم التخلي عنهم أبدًا بعد نجاحهم في الهروب.
- ايزابيلا

أداء صوتي: يوكو كايدا
تُعرف إيزابيلا لدى أطفال دار الأيتام باسم «أمهم»، وهي امرأة تبلغ من العمر 31 عامًا تعتني بالجميع هناك. لديها بشرة فاتحة وعينان أرجوانيتان وشعر بني داكن طويل مربوط في كعكة منخفضة. ولدت إيزابيلا وترعرعت في غريس فيلد هاوس حيث عاشت حياة سعيدة إلى أن تم تبني ليزلي، مما تسبب في حزنها الشديد. بعد وقت قصير من رحيل ليزلي، اكتشفت إيزابيلا حقيقة دار الأيتام عندما حاولت الهرب. أقنعتها «والدتها»، سارة، أن الهروب أمر مستحيل وأن أفضل حياة يمكن أن تكافح من أجلها هي أن تصبح «أماً» للأطفال الآخرين في دار الأيتام. عندما تم شحن إيزابيلا إلى الخارج في سن الثانية عشرة، بدأت تدريبها لتصبح «أمًا» في مقر غريس فيلد، وفي النهاية تم تعيينها مسئولة عن المصنع رقم 3.
- كروني

أداء صوتي: ناو فوجيتا
تعرف الأطفال باسم «الأخت كروني»، وهي امرأة تبلغ من العمر 26 عامًا تم تقديمها فجأة لمساعدة إيزابيلا في إدارة دار الأيتام وتهدف إلى أن تصبح أماً. رقم هويتها هو 18684. في حين أن منصب كرون الحالي يوفر لها حياة جيدة، فإنها تتوق إلى اغتصاب منصبها وتصبح «الأم» التالية لـغريس فيلد هاوس. مثل إيزابيلا، ولدت وترعرعت في ملجأ للأيتام، وهي ماكرة للغاية ومتلاعبة من الداخل، بينما تأوي مظهرًا خارجيًا حنونًا ودافئًا. الفرق الوحيد بين كرون وإيزابيلا هو عدوانها الشديد، الذي يتناسب مع بنيتها الجسدية الكبيرة والمخيفة. في الأصل كانت تنوي التسبب في فضيحة من خلال مساعدة الأطفال على الهروب وتأطير إيزابيلا، قامت بتسريب المعلومات إلى نورمان وإيما في عدة مناسبات، لكنها قتلت في النهاية على يد إيزابيلا و«الجدة»، اللذان كانا متعاونين طوال الوقت. قبل وفاتها، تركت نورمان قلمًا موعودًا من حليف يدعى ويليام مينيرفا كإظهار لكفاحها الأخير ضد الموت.
- الجدة

أداء صوتي: مامي كوياما
سارة، التي يشار إليها بشكل أكثر شيوعًا باسم «الجدة»، هي امرأة مسنة وواحدة من كبار العاملين في المقر الرئيسي لشركة غريس فيلد. جزء من وظيفتها هو تدريب الفتيات الصغيرات ليصبحن أمهات ومقدمات رعاية. منذ عقود، عملت سارة في السابق كمديرة رعاية وأم في غريس فيلد هاوس في مزرعة تم تعيينها لها. كان اثنان من الأطفال البارزين في مزرعتها إيزابيلا وليزلي. تعتبر إيزابيلا واحدة من بيادقها.
- ليزلي

أداء صوتي: ساناي كوباياشي
كان ليزلي صبيًا أقام سابقًا في غريس فيلد هاوس برقم الهوية 71584. وكان صديق إيزابيلا المفضل في طفولته. كتب ليزلي موسيقى جميلة جدا وقعت إيزابيلا في حبها على الفور (لا تزال ترنم فيها من حين لآخر). تم شحن ليزلي ليؤكل في سن الثانية عشرة، مما تسبب في حزن شديد لإيزابيلا.
- كوني

أداء صوتي: أري أوزاوا
كوني هي فتاة تبلغ من العمر 6 سنوات ذات عيون زرقاء وشعر أشقر مصفف في أسلاك التوصيل المصنوعة. رقم هويتها هو 48294. وهي مشهورة بحمل لعبتها المحشوة المفضلة، الأرنب الصغير، معها. تم شحنها في أكتوبر 2045. بعد وفاتها، اكتشف نورمان وإيما جثة كوني، مما جعلهما يدركان الحقيقة وراء دار الأيتام.
- دون

أداء صوتي: أويكي شيني
في سن العاشرة ، كان دون واحدًا من ثاني أكبر طفلين يعيشان في غريس فيلد هاوس، جنبًا إلى جنب مع غيلدا. لديه رقم تعريف يبلغ 16194. على عكس جيلدا الهادئة والهادئة ، فإن دون صاخب وأقل ميلًا وثرثرة. هو وجيلدا هما الرجلان الثاني في الأوامر وراء إيما وراي أثناء هروبهما.
- غيلدا

أداء صوتي: لين
غيلدا، البالغة من العمر 10 سنوات: هي واحدة من ثاني أكبر طفلين يعيشون في غريس فيلد هاوس، إلى جانب دون. لديها رقم تعريف 65194. على عكس شخصية دون الصاخبة والمبهجة، فإن غيلدا هادئة، ولديها قدرة عالية على الملاحظة والتفكير، لكن سطحها الداخلي يتمتع بقوة كبيرة. جنبا إلى جنب مع إيما، يساعدون في رعاية الأطفال الصغار والرضع في المنزل وهم على علاقة جيدة. تتميز بارتداء النظارات المستديرة.
- فيل

أداء صوتي: كونو هيوري
فيل يبلغ من العمر 4 سنوات ويعتبر الأذكى من بين كل الأطفال البالغين من العمر 4 سنوات. رقم هويته هو 34394. تم الكشف عن أنه اكتشف بالفعل شيئًا ما كان معطلاً عن دار الأيتام طوال هذا الوقت لكنه لم يقل شيئًا في حال كانت فرضيته خاطئة. يقود جميع الأطفال الذين تتراوح أعمارهم بين 4 أعوام وأصغر للبقاء في دار الأيتام، بينما يهرب جميع الأطفال الذين تبلغ أعمارهم 5 سنوات فما فوق.
- آنا

أداء صوتي: آي كايانو
آنا فتاة تبلغ من العمر 9 سنوات تحمل رقم هوية 48194 وتعيش في غريس فيلد هاوس. تتميز بضفائرها الشقراء التوأم التي ضحت بها لمنع موت راي. هربت من المنزل مع بقية إخوتها الذين تزيد أعمارهم عن 5 سنوات.
- نات

أداء صوتي: شيزوكا إيشيغامي
نات هو صبي نرجسي يبلغ من العمر 9 سنوات يحمل رقم هوية 30294 يعيش في غريس فيلد هاوس. لقد هرب من المنزل مع بقية إخوته الذين تزيد أعمارهم عن 5 سنوات.
- لانيون

أداء صوتي: موري يوكو
لانيون صبي يبلغ من العمر 7 سنوات يحمل رقم هوية 54294 يعيش في غريس فيلد هاوس. إنه صديق مقرب لتوما وهرب من المنزل مع بقية إخوته الذين تزيد أعمارهم عن 5 سنوات.
- توما

أداء صوتي: هينو ماري
توما صبي يبلغ من العمر 7 سنوات يحمل رقم هوية 55294 يعيش في غريس فيلد هاوس. إنه أفضل أصدقاء لانيون وهرب من المنزل مع بقية إخوته الذين تزيد أعمارهم عن 5 سنوات.

### شخصيات غولدي بوند
- يوغو

الذي يشار إليه أيضًا باسم «السيد»، رجل يبلغ من العمر 29 عامًا ولد ونشأ في ملجأ غلوري بيل للأيتام. قبل ثلاثة عشر عامًا، عندما كان يبلغ من العمر 16 عامًا، هرب من ملجأ غلوري بيل للأيتام مع لوكاس ودينا وخمسة عشر طفلاً آخرين. ثم أخذوا العزاء في مأوى B06-32 حيث بدأوا حياة جديدة. في الملجأ، وجد يوغو رسالة أخبرته وأطفاله الآخرين بالذهاب إلى غولدي بوند حيث ترك كاتب الرسالة ويليام منيرفا، شيئًا آخر وراءهم. بعد وصولهم إلى غولدي بوند، واجهوا الصيادين الذين يصطادون الأطفال من أجل الاكل و المتعة. هناك، قتل الشيطان لوفيس جميع أصدقائه، يوغو بالكاد تمكن من الفرار. بعد ذلك، عاد إلى الملجأ حيث بدأ يعيش كناسك، بمفرده، لمدة ثلاثة عشر عامًا. في الماضي، كان يوغو مبتهجًا، متفائل وقيمة عائلته فوق غير ذلك. ومع ذلك، بعد أن فقدهم خلال معركتهم ضد الصيادين، تغيرت شخصيته بشكل جذري. ترك يوغو وحيدًا وغير قادر على التعامل مع الحزن، وأصبح مكتئبًا وعانى من آثار نفسية مضطربة جدا. كما أنه فقد أي نوع من الأمل أو التفاؤل بالمستقبل. عندما قابله الهاربون من غريس فيلد، يكره يوغو الأطفال لأنهم يذكرونه بنفسه عندما كان صغيرًا وبعائلته. تمكنت إيما وراي من إقناع يوغو بأخذهما إلى غولدي بوند حيث اكتشف أن صديقه القديم لوكاس لا يزال على قيد الحياة مما يمنحه سعادة متجددة وأملًا في المستقبل. بحلول نهاية معركة غولدي بوند ، كان يوغو قد قبل رعاية إيما والأطفال الآخرين، وخاطر بحياته لإعادة إيما بأمان إلى الملجأ. في السنة التالية، عاش يوغو ولوكاس مع كل شخص في الملجأ وأصبحا شخصية أب للأطفال، وعلماهم مهارات البقاء على قيد الحياة ودروس الحياة. عندما هاجم أندرو وفريقه الملجأ، ضحى لوكاس ويوغو بأنفسهم لإنقاذ الأطفال.
- لوكاس

لوكاس رجل يبلغ من العمر 29 عامًا، هرب قبل ثلاثة عشر عامًا من ملجأ غلوري بيل للأيتام، مع يوغو ودينا وخمسة عشر طفلاً آخرين. بعد الهروب من ملجأ غلوري بيل للأيتام، لجأ لوكاس وأصدقاؤه إلى مأوى B06-32 قبل أن يقرروا السفر إلى المحمية البشرية على أمل العثور على ويليام منيرفا. في الطريق إلى هناك، تم القبض على لوكاس وأصدقائه من قبل الصيادين الذين جلبوهم إلى غولدي بوند. بمجرد وصوله إلى هناك، ذبح الشيطان لوفيس و الشياطين الاخرين بلا رحمة جميع أصدقائه، لوكاس ويوغو بالكاد تمكنوا من الفرار أحياء. بعد سنوات، ظهر مرة أخرى كواحد من قادة منظمة المقاومة الموجودة في غولدي بوند. لوكاس هو شاب طويل القامة وله شعر طويل كستنائي وفوضوي مع حواجب كثيفة سوداء. كما أن بشرته فاتحة وعيناه فاتحتان بالإضافة إلى ندبة على وجهه. لقد فقد ذراعه اليمنى في القتال مع الشيطان لوفيس.
- زاك

زاك شاب يبلغ من العمر 18 عامًا ولد ونشأ في ملجأ جراند فالي للأيتام. تم شحنه إلى غولدي بوند ليصبح فريسة للصيادين للمطاردة. يتمتع زاك بمهارة كبيرة في مجال المساعدة الإغاثية، وفي النهاية جُنِّد من قبل لوكاس في غولدي بوند، ليصبح مسعفهم، جنبًا إلى جنب مع ساندي. زاك شاب ذو قامة طويلة وبشرة داكنة وندبة على وجهه. لديه شعر أسود قصير منتفخ إلى الأعلى ويرتدي باندانا يغطي جبهته بالكامل. كما أنه يرتدي معطفًا يغطي أحيانًا الجانب السفلي من وجهه. زاك رياضي ، رائع في استخدام الأسلحة وفي الهروب، ولذا فهو لا يتأرجح أبدًا عندما يحدق في وجه الموت. هذا هو السبب في أنه يطلق عليه أكثر المحاربين خبرة بين أطفال غولدي بوند، وهو دائمًا ما يخاطر برقبته أثناء الصيد. لقد أنقذ حياة نايجل والأطفال الآخرين مرات لا تحصى.
- أوليفر

أوليفر شاب يبلغ من العمر 17 عامًا ولد ونشأ في ملجأ غراند فالي للأيتام. تم شحنه إلى غولدي بوند ليصبح فريسة للصيادين للمطاردة. مع لوكاس، شكل منظمة مقاومة لتدمير غولدي بوند والصيادين. خدم كقائد لحركة غولدي بوند، وقد اكتسب الكثير من الثقة من رفاقه. لدرجة أنهم بدأوا يطلقون عليه لقب قائدهم. أوليفر شاب متوسط الطول. لديه شعر أبيض فوضوي مع خط أحمر على عينيه اليسرى والحمراء. أوليفر هو شخص قوي الإرادة ويهتم بعمق برفاهية رفاقه. كما أنه يحمل حقدًا شديدًا على الصيادين على كل ما تسببوا فيه من أذى وسفك للدماء.
- ساندي

ساندي شاب يبلغ من العمر 17 عامًا ولد ونشأ في ملجأ غراند فالي للأيتام. تم شحنه إلى غولدي بوند ليصبح فريسة للصيادين للمطاردة. في النهاية، تم تجنيده من قبل لوكاس في غولدي بوند، ليصبح مساعدتهم للإغاثة، جنبًا إلى جنب مع زاك. ساندي له شعر أخضر مجعد وعينان واسعتان ويرتدي مشابك شعر بعدة ألوان بالإضافة إلى سترة خضراء داكنة. إنه الشخص الذي أعطى إيما مشابك الشعر التي ترتديها في غولدي بوند. تتناقض شخصيته وسلوكه مع شخصية زاك. ساندي شخص سعيد وإيجابي بين أصدقائه. إنه دائمًا ما يكون سريعًا في تقديم التشجيع أو الابتسامة. مثل أطفال غولدي بوند الآخرين، فهو مخلص ويهتم بشدة بحلفائه خلال معركة غولدي بوند.
- سونيا

سونيا فتاة تبلغ من العمر 17 عامًا ولدت ونشأت في ملجأ غراند فالي للأيتام. تم شحنها إلى غولدي بوند لتصبح فريسة للصيادين للمطاردة. سونيا بمثابة الرجل الثاني في قيادة غولدي بوند. ترتدي سونيا نظارة ولديها شعر أزرق مصفف على شكل ضفيرة مع نمش على وجهها. سونيا ماهرة في إجراء الحسابات الذهنية وتجميع البيانات لاستخدامها لمحاربة الشياطين. إنها فتاة هادئة وهادئة تفكر بشكل منطقي وتخطط ولا تتردد في ترتيب الآخرين.
- باولا

بولا فتاة تبلغ من العمر 17 عامًا ولدت ونشأت في ملجأ غراند فالي للأيتام. تم شحنها إلى غولدي بوند لتصبح فريسة للصيادين لمطاردة. بعد وصولها إلى غولدي بوند، انضمت إلى المجموعة، حيث أصبحت مسؤولة عن المؤن. باولا هي فتاة بشرة فاتحة وشعر أسود طويل مكتمل جزئيًا. ترتدي ملابس داكنة وترتدي منديلًا يغطي فمها. باولا مخلصة ومهتمة مثل كل أطفال غولدي بوند. ومع ذلك، فهي محجوزة ولا تتحدث كثيرًا. باولا ماهرة في قنص الشياطين ببندقيتها.
- نايجل

نايجل شاب يبلغ من العمر 16 عامًا ولد ونشأ في ملجأ غراند فالي للأيتام. تم شحنه إلى غولدي بوند ليصبح فريسة للصيادين للمطاردة. خدم نايجل كميكانيكي لمقاومة غولدي بوند. كما أنه مسؤول عن مخزون الذخيرة. يرتدي سترة بسيطة وسروالاً وقبعة أفياتور بنظارات واقية مستطيلة الشكل مكسورة. نايجل يهتم بشدة بأصدقائه، وخاصة زاك، الذي يتطلع إليه، وجيليان. إنه على استعداد للتضحية بنفسه من أجلهم ولصالح العام. أنه لا يفكر دائمًا في الأمور قبل التصرف. يتوتر بسهولة، ويتظاهر بأن لديه خطة عندما تسأله جيليان عما سيفعله بعد ذلك. كما وصفته جيليان، نايجل شخص عقلاني للغاية. خلال معركة غولدي بوند، ساعد جيليان في محاربة الشيطان لوس وحاشيته. أثناء قيامه بدور محوري في التصويب الدقيق والحذر، يمتلك نايجل ردود أفعال حادة للغاية ويمكنه أن يتفاعل بسرعة مع الخطر. لقد أظهر مهارات ممتازة في الرماية في استخدام بندقيته القنص كما أنه ماهر في صيانة وإصلاح الآلات.
- بيبي

بيبيدي شاب يبلغ من العمر 16 عامًا ولد ونشأ في ملجأ غراند فالي للأيتام. تم شحنه إلى غولدي بوند ليصبح فريسة للصيادين و للمطاردة. بعد وصوله إلى غولدي بوند، انتهى به المطاف مسؤولاً عن المؤن. بيبي لديه بشرة داكنة وشعر داكن يرتديها على شكل ذيل حصان. كما أنه يرتدي نظارة طبية. إنه مجتهد، واسع الحيلة وواثق. تم تكليف بيبي وزاك بإبقاء الشيطان بايون مشغول خلال الانتفاضة. مثل كل الأطفال الآخرين في غولدي بوند، يهتم بعمق برفاقه ويكره رؤيتهم يعانون. أظهر بيبي أنه على علاقة جيدة معهم على الرغم من انضمامه منذ وقت ليس ببعيد. كما أنه ماهر جدًا في الطهي.
- جيليان

جيليان فتاة تبلغ من العمر 15 عامًا ولدت ونشأت في ملجأ جراند فالي للأيتام. تم شحنها إلى غولدي بوند لتصبح فريسة للصيادين للمطاردة. بعد وقت قصير من وصولها إلى غولدي بوند ، شهدت جيليان وفاة أختها المحبوبة على يد الشيطان لوس، الأمر الذي أثار حزنها الشديد. عاقدة العزم على الانتقام، انضمت جيليان إلى غولدي بوند، حيث انتهى بها الأمر كمسؤولة عن المؤن. جيليان فتاة مراهقة ذات شعر أشقر فاتح بطول كتفها وعيونها خضراء فاتحة. يتم رؤيتها دائمًا بابتسامة كبيرة على وجهها، مما يبرز طبيعتها المنتهية ولايتها. ترتدي قبعة صغيرة مصنوعة من الصوف الوردي مغطاة برقع صنعتها بنفسها من المهرجين المحشوة في غولدي بوند، إلى جانب معطف أخضر ليموني مع المزيد من الدبابيس التي صنعتها. جيليان هي فتاة ذات روح عالية ومنفتحة ، مما جعلها تبرز عن بقية أعضاء غولدي بوند، الذين هم في الغالب جادون في طبيعتهم. جيليان ماهرة في إطلاق النار وقتل الشياطين. كما هو موضح في غولدي بوند، فهي تستخدم مسدسين مملوءين بالذخيرة لإنزال وقتل الشياطين.

### شخصيات الشياطين
- موجيكا

هي شيطانة تعيش في الغابة. لديها شعر أرجواني طويل في ضفائر مضفرة تغطي أجزاء من قرنيها ، وترتدي قناعاً بفتحتين عموديتين. لديها بشرة شاحبة وترتدي عباءة بيضاء مزرقة. ولدت موجيكا بـ «الدم الشرير»، مما يسمح لها بالاحتفاظ بخصائص الإنسان وعقله دون الحاجة إلى التهامها. تؤمن هي وسونجو بمبدأ ديني يقضي بعدم أكل البشر المستزارعين. تم إخطار موجيكا وسونجو بـ «البضائع» التي هربت من دار الايتام وقررا إنقاذ ايما والهاربين الآخرين من مطاردة الشياطين من المزرعة. قامت هي وسونجو بتعليم الأطفال مهارات البقاء الأساسية.
- سونجو

هو شيطان يعيش في الغابة. إنه شيطان طويل القامة ونحيف نسبيًا يرتدي غطاء للرأس وقناعًا يغطي وجهه بالكامل والذي عند خلعه يكشف عن أنيابه الحادة بشكل غير طبيعي. لديه قرن في وسط جبهته وذراعيه ملفوفة بالكامل بضمادة. غالبًا ما يُرى وهو يحمل رمحًا وهو صياد ماهر. أنقذ سونجو راي من القبض عليه من قبل ملاحقيه الشياطين من المزرعة. يؤمن سونجو بنفس دين موجيكا، وبالتالي فهو ضد ممارسة أكل البشر في المزارع. ومع ذلك، فهو حريص على استئناف أكل البشر بمجرد زيادة عدد سكانهم بشكل طبيعي. يحتفظ سونجو بشخصية رواقية ومتماسكة، ولكن إلى حد ما أثار اهتمام الأطفال واهتمامهم بسلامتهم. يخبر إيما وراي كيف ، بعد حرب طويلة، تم تقسيم العالم إلى عالم بشري وعالم شياطين من خلال عقد يسمى «الوعد». وهو أيضًا الشقيق الأصغر للوفيس والملكة ليغرافاليما.
- لوفيس

لوفيس، المعروف أيضًا باسم «لويس»، هو أرستقراطي ينتمي إلى مجموعة الشياطين المعروفة باسم «الصيادين». بصفته صيادًا ، عمل جنبًا إلى جنب مع اللورد بايون، ممول ملجأ الأيتام في غراند فالي لتزويد محمية الصيد السرية الخاصة بهم، غولدي بوند، بالبشر ليصطادوا. يستمتع لوفيس بإثارة صيد الأطفال من أجل الاكل والقتل، لكنه يشعر بالملل من السهولة النسبية التي يمكن أن يقتلهم بها. فقط عندما تصل إثارة مقابلة، شخص لديه الرغبة في قتله، مثل إيما، يقرر أن يأخذ لعبة الصيد على محمل الجد. لوفيس هو شيطان طويل ونحيل يرى حياة البشر على أنها ليست أكثر من لعبة للترفيه عنه. إنه شرير وسادي لا يرحم ولا يندم ولا يتردد في قتل الأبناء. وهو أيضًا الشقيق الأصغر للملكة ليغرافاليما والأخ الأكبر لسونجو.
- باروباسو

إنه شيطان صغير أرجواني بعين واحدة وله السمات الجسدية للقرد. يطفو تاج صغير فوق رأسه. يعمل باروباسو كحيوان أليف لـ لوفيس، وغالبًا ما يُرى وهو يرافق لوفيس على كتفه وفي بعض الأحيان يكون بمثابة «عينين ثانيتين» بالنسبة له.
- بايون

ينتمي اللورد بايون إلى مجموعة الشياطين المعروفة باسم «الصيادين». هو صاحب محمية الصيد البشرية السرية غولدي بوند حيث يصطاد الأيتام الذين ينتهي بهم الأمر هناك. منذ ألف عام، كانت بايون في اجتماع مع العديد من الشياطين لمناقشة كيفية استهلاك البشر عندما يُحظر عليهم مؤخرًا القيام بذلك بسبب «الوعد». كما اشتكى الشياطين، توصل بايون إلى حل بناء المزارع لـ «تربية» صغار البشر لتلبية حاجة الشياطين لأكل اللحم البشري، وكذلك للامتثال للمعاهدة. لذلك، تم قبول حل بايون وإدراجه كجزء من المعاهدة. بعد حوالي 200 عام من إنشاء المزارع، تم انتخاب بايون كمستثمر ومدير لعدة مزارع.
- لوس

هو شيطان صغير أبيض اللون وله أكثر من 20 عينًا وأسنان حادة وينتمي إلى مجموعة من الشياطين المعروفة باسم «الصيادين». كل ثلاثة أيام، يقوم هو و«الصيادون» الآخرون بمطاردة الأطفال في غولدي بوند. لوس شيطان سادي يستمتع بصيد الأطفال الصغار وقتلهم بدم بارد. إنه مسؤول عن وفاة أخت جيليان. هذا جعل جيليان تحمل ضغينة كبيرة ضده.
- نوما

تنتمي نوما إلى مجموعة الشياطين المعروفة باسم «الصيادون». كل ثلاثة أيام، تقوم هي و«الصيادون» الآخرون بمطاردة الأطفال في غولدي بوند. إنها شيطانة أسود بجسم طويل يشبه الإنسان وهي قريبة من شقيقها نوس. نوما، مثل نوس، شيطان سادي يستمتع بصيد الأطفال الصغار وقتلهم بدم بارد.
- نوس

ينتمي نوس إلى مجموعة الشياطين المعروفة باسم «الصيادون». كل ثلاثة أيام، يقوم هو و«الصيادون» الآخرون بمطاردة الأطفال في غولدي بوند. إنه شيطان أسود بجسم طويل يشبه البشر ويحمي أخته نوما. مثل نوما، نوس شيطان سادي يستمتع بصيد الأطفال الصغار وقتلهم بدم بارد.
- غيلان

غيلان هو رب عشيرة غيلان وكان سابقًا نبيلًا شيطانيًا نصح العائلة المالكة والنبلاء. قبل سبعمائة عام، كان غيلان شيطانًا نبيلًا ومشرفًا حاول إيجاد حلول سلمية للمشاكل المتعلقة بالاكتظاظ السكاني. كان العضو الوحيد الذي دافع عن مصلحة الشعب الدنيا وحاول إقناع زملائه الرؤساء بتزويد الشعب بلحوم بشرية عالية الجودة من المزارع الممتازة لمنع المجاعة وخسارة اشكالهم بعدم اكل البشر. ومع ذلك، كرهت الملكة ليغرافاليما هذه الفكرة، ولأن أخلاقه عارضت وجهة نظر الملكة في الموقف، فقد تركته هو وعشيرته في الأراضي القاحلة كعقاب على نواياه. لأنهم لم يكونوا قادرين على أكل اللحم البشري لمدة 700 عام، أُجبرت عشيرة غيلان على أكل بعضها البعض حتى لا تتحول إلى شياطين برية. منذ ذلك الحين، حمل غيلان كراهية شديدة تجاه العائلة المالكة ورغب في الانتقام منهم، وهو ما فعله خلال هجوم نورمان المفاجئ على المدينة الإمبراطورية خلال مراسم تيفاري. ومع ذلك، قُتل على يد الملكة ليغرافاليما قرب نهاية المعركة.
- دوزا

هو والد لوس، وكذلك أحد رؤساء العائلات الخمس الحاكمة. يرتدي قناعًا كبيرًا بقرنين في الأعلى. قبل سبعمائة عام، كان دوزا حارسًا شخصيًا للرئيس السابق للعائلات المالكة الخمسة، اللورد غيلان. ومع ذلك، كان غيلان العضو الوحيد الذي دافع عن مصلحة الشعب الدنيا وحاول إقناع زملائه الرؤساء بتزويد الجماهير بلحوم بشرية عالية الجودة من المزارع الممتازة لمنع المجاعة. استفاد دوزا من ذلك لأن أفراد العائلة المالكة كرهوا أخلاق غيلان وعقليته، اتهموه بتهمة التآمر مع جنس «الدم الشرير». بالإضافة إلى ذلك، نظرًا لأن طبيعة دوزا المزدوجة تناسب مصالح العائلة المالكة أكثر، فقد تم نفي غيلان وتم منح دوزا مكانه.
- بايون الثاني

إنه ابن مالك غولدي بوند، وأحد رؤساء العائلات الخمس الحاكمة. على عكس غالبية أفراد العائلة المالكة ورؤساء العائلات الخمس الحاكمة، اهتم بايون الثاني بالمدنيين الشياطين أكثر من أمواله وسيطرته على العالم. أعجب بايون الثاني باللورد السابق غيلان لكونه شيطانًا غير أناني كان يهتم بأتباعه. ومع ذلك، تلاشى إعجاب بايون الثاني بغيلان بمجرد أن غزا الأخير تيفاري وكشف أنه وأتباعه قد التهموا العائلات المالكة من أجل نصب كمين للرؤساء. وقتله غيلان في وقت لاحق بعد أن تسلل الأخير إلى العاصمة الملكية للانتقام.
- يفرك

كان دوقًا وكذلك أحد رؤساء العائلات الخمس الحاكمة. يفرك شيطان طويل القامة يرتدي ملابس رسمية. مثل معظم أفراد العائلة المالكة الآخرين ورؤساء العائلات الخمس الحاكمة، يهتم يفرك أكثر بأمواله وسيطرته على العالم على رفاهية المدنيين الشياطين. كونه رئيس منزله، فإن يفرك هو شيطان قوي وصارم يوبخ دوزا باستمرار على أخلاقه وسلوكه. يكن يفرك الكثير من الاحترام للملكة، ويركع لها على الفور كلما دخلت الغرفة. قُتل على يد غيلان بعد أن تسلل الأخير إلى العاصمة الملكية للانتقام.
- نوم

وهي من أقارب نوس ونوما ، وهي أيضًا إحدى رؤساء عائلات الوصي الخمسة. نوم لديها جسم بشري صغير أسود اللون وقناع. كما شوهدت تمسك بحربة. مثل معظم أفراد العائلة المالكة الآخرين ورؤساء العائلات الخمس الحاكمة، تهتم نوم أكثر بأموالها وسيطرتها على العالم على رفاهية المدنيين الشياطين. قُتلت على يد غيلان بعد أن تسلل الأخير إلى العاصمة الملكية للانتقام.
- بوبو

إنه أحد رؤساء عائلات الوصي الخمسة. يرتدي قناعا عليه قرنان لحماية عينيه ووجهه. مثل معظم أفراد العائلة المالكة والرؤساء الآخرين للعائلات الخمس الحاكمة، يهتم بوبو أكثر بأمواله وسيطرته على العالم على رفاهية المدنيين الشياطين. قُتل على يد غيلان بعد أن تسلل الأخير إلى العاصمة الملكية للانتقام.
- ليغرافاليما

هي ملكة عالم الشياطين. إلى جانب الرؤساء المختلفين لعشيرة راتري، كانت ليغرافاليما أحد المرتكبين الرئيسيين للوعد وأحد العقبات الرئيسية لتحرير الأطفال من المزارع من أيدي الشياطين. إنها تتوق إلى اللحوم البشرية عالية الجودة، لأنها تعتبر نفسها أفضل بكثير من أي شخص آخر. نظرًا لأنها أرادت أن تحكم عالم الشياطين ، فقد قتلت والدها لتولي العرش. على الرغم من أنها وجدت الآن حياة جديدة من الرفاهية، إلا أنها كانت تفتقر إلى شيء واحد: لحمها البشري المثالي. عندما سمعت عن نورمان، الذي يملك أكبر عقل على الإطلاق، رفضت السماح له بأكله من قبل ملك الشياطين. على هذا النحو، أرسلته إلى لامدا، وكل ذلك لأنها أرادت ببساطة أن تلتهمه بنفسها. خلال الفلاش باك إلى 700 سنة سابقة، عندما تبين أن الطبقات الشيطانية الدنيا كانت تتضور جوعاً وعلى وشك الانتقال إلى شياطين متوحشة، دعا اللورد غيلان السابق إلى إعطاء بعض اللحوم عالية الجودة للناس. وبدلاً من ذلك، قررت ليغرافاليما السماح للطبقات الدنيا بالتجويع والتحول وأكل نفسها في النهاية، لأن ذلك من شأنه أن يحل مشكلة سكانها. وهي أيضًا الأخت الكبرى لـ لوفيس وسونجو.
- মশ্লয়

هو، المعروف أيضا باسم «মশ্লয়»، هو ملك كل الشياطين وعالم الشياطين. اسمه الحقيقي غير واضح للبشر. يعيش بمفرده في بُعد خاص حيث لا تنطبق قوانين الزمن والفيزياء ؛ يقال أنه يقع في مكان غامض مع تنين. يجب على أي شخص يحاول الاتصال به أن يمر بطقوس خاصة وتجربة تتضمن ألغازًا ميتافيزيقية غريبة. إنه صغير المظهر يشبه الطفل. أصوله غير واضحة، لكنه كان قادرًا على تقديم الوعود نيابة عن الشياطين. قبل 1000 عام، أبرم صفقة مع يوليوس راتري والتي أصبحت تُعرف باسم «الوعد» - حيث تم تقسيم الشياطين والبشر بين عالمين، غير قادرين على الوصول إلى بعضهم البعض. سيكون العالم البشري خاليًا من افتراس الشياطين، وفي المقابل، سيسمح للشياطين بتربية البشر الذين تقطعت بهم السبل في عالمهم كماشية. تم تكليف عشيرة راتري أيضًا بالحفاظ على «الوعد»، مع إجبار يوليوس راتري على البقاء في عالم الشياطين. بالنسبة للشياطن، أعلن عن تيفاري، وهو مهرجان سنوي يتوج بتقديم أفضل لحوم البشر المستزرعة كجزية خاصة له.

### شخصيات أخرى
- بيتر راتري

بيتر راتري هو الرئيس السادس والثلاثون والرئيس الحالي لعشيرة راتري والذي تم الكشف عنه لاحقًا على أنه الخصم الرئيسي الحقيقي. إنه الشقيق الأصغر لجيمس راتري، وكذلك سليل يوليوس راتري. بيتر نرجسي وسادي وعديم الرحمة، ولا يندم على أفعاله ولا يتعاطف مع الأطفال الذين قتلوا في المزارع. يعتبر نفسه «أب» الأطفال ولا يعتبرهم أكثر من مجرد طعام. بيتر مخلص للغاية لعشيرة راتري ومستعد لقتل أي شخص يعتبره «خائنًا» للعائلة، بما في ذلك شقيقه، جيمس راتري.
- وليام مينيرفا

وليام مينيرفا هو الاسم المستعار لرجل يدعى «جيمس راتري». كان جيمس الرئيس الخامس والثلاثين لعشيرة راتري. إنه الأخ الأكبر لبيتر راتري، وكذلك سليل يوليوس راتري. جيمس هو رجل غامض وذكي ومعقد نشأ في حالة من الاشمئزاز من فكرة التضحية بالأطفال الأبرياء للشياطين. بعد اكتشاف أن الأطفال في المزارع هم في الواقع من نسل حلفاء يوليوس راتري، قرر تنظيم طريقة لمساعدة الأطفال على الهروب من خلال زرع أدلة خفية للأطفال لاكتشافها في الكتب المختلفة دون تنبيه «الأمهات». هو منشئ القلم الموعود الذي يعمل كخريطة لعالم الشياطين. كما قام ببناء ملاذات آمنة في عالم الشياطين بما في ذلك المأوى B06-32 وغولدي بوند للأطفال الذين هربوا للعيش فيها مؤقتا قبل الهروب للعالم البشري.
- يوليوس راتري

يوليوس راتري هو جد جيمس وبيتر راتري، وهو الإنسان المسؤول عن تزييف «الوعد» مع الشياطين. بعد سنوات من القتال في حرب مع الشياطين، سئم يوليوس وتعب من قتل عائلته وأصدقائه ورفاقه وأكلهم. اقترح صفقة مع الشياطين لإنهاء القتال الذي أصبح يُعرف باسم «الوعد» - سينقسم العالم إلى قسمين ويعيش كل عرق على جانبه دون السماح لأحد بالعبور بين العوالم. ومع ذلك، لكي توافق الشياطين على اقتراحه، كان عليه أن يسمح لجزء معين من البشر بالبقاء في عالم الشياطين كعرض لإشباع حاجة الشياطين لأكل البشر. أدى ذلك إلى خيانة يوليوس لحلفائه عندما رفضوا السماح لجزء معين من البشر بالبقاء كقربان للشياطين.
- مايك راتري

مايك راتري هو عم جيمس وبيتر راتري، وكذلك رئيس الوكيل الحالي للعشيرة في العالم البشري. إنه رجل في منتصف العمر يأخذ وظيفته على محمل الجد. بمجرد وصول الأطفال والبالغين من المزارع إلى عالم الإنسان، يحييهم مايك. يخبر الهاربين أنه على دراية بـ «الشفرة الصلبة»، وأن عشيرته لن تؤذيهم بعد الآن. يعطي الهاربين مؤنًا ومكانًا للإقامة ويساعد في البحث عن إيما بمجرد إعلانها في عداد المفقودين.
- أندرو

أندرو عضو في عشيرة راتري الذي يعمل كخادم مخلص وقاتل لبيتر راتري. إنه رجل رواقي وذهاني ولا يرحم، قاد مجموعة من الجنود لنصب كمين للمأوى B06-32 وأسر الأطفال بداخله بأوامر من بيتر، مما أدى إلى تدمير الملجأ. لدى أندرو تاريخ في نصب الكمائن وتدمير الملاذات الآمنة التي بناها ويليام مينيرفا للهاربين، فضلاً عن قتل الأطفال الذين فروا من المزارع. ينظر أندرو إلى الأطفال على أنهم ليسوا أكثر من طعام ويخاطبهم على أنهم «أطفال ماشية».
- ايش

ايش فتاة تبلغ من العمر 13 عامًا ولدت في إحدى المزارع الخاصة، ولكن بسبب عيوبها الجسدية، كان من المخطط التخلص منها بعد وقت قصير من ولادتها. كان أحد الشياطين العاملين في المزرعة، والذي كانت وظيفته التخلص من الأطفال الرضع المصابين بعيوب جسدية وفصلهم عن غيرهم، يعتقد أنه رأى نفسه في ايش بسبب وجوههم. ايش لديها وحمة ضخمة تغطي الجانب الأيمن من وجهها، والجانب الأيمن من الشيطان كان مشوهًا بشدة أيضًا. تم تبنيها من قبل الشيطان الذي أخذها إلى المنزل وتربيتها على أنها ابنته، من دون علم مسؤولين المزارع. عاشت ايش حياة سعيدة للغاية مع والدها بالتبني حتى قتله نورمان ومجموعته. لهذا السبب، وافقت ايش الذهاب مع نورمان من أجل الانتقام من والدها بقتل قاتليه يومًا ما.
- أليكس ميخائيلوف

أليكس ميخائيلوف رجل عجوز يعيش بمفرده في العالم البشري الذي يأخذ إيما ويعطيها الإمدادات ومكانًا للإقامة بعد أن أصيبت بفقدان الذاكرة بسبب الوعد الذي صاغته مع «هو». أخذ إيما وأعطاها مكانًا آمنًا للبقاء فيه بعد أن نسيت كل شيء عن نفسها وذكرياتها. إنه صبور مع فقدان الذاكرة لديها ويأمل أن تستعيد ذكرياتها ذات يوم وتلتقي بأسرتها المنسية.
- سمي

سمي هو الاسم المستعار لرجل مجهول اسمه الحقيقي. سمي عالم بشري عمل سابقًا مع الشياطين. يظهر وهو يرتدي نظارات دائرية ومعطف مختبر. وهو أيضًا صديق لنورمان التقى به في لامدا. تم الكشف عن أنه عندما كانت كرون لا تزال طفلة في غريس فيلد هاوس، أطلقت يومًا ما فانوسًا في السماء مع ملاحظة مرفقة تسأل المتلقي عن شكل العالم الخارجي. بعد سقوط الفانوس على الأرض في مكان ما خارج غريس فيلد، وجد سمي المذكرة، وعندما أدرك أنها من أحد الأطفال، وصفها بأنها مثيرة للاهتمام. بعد سنوات، خلال أيام تدريب كرون بصفتها راعية في مقر غريس فيلد هاوس الرئيسي، كان سمي اسقط عن قصد قلمًا موعودًا على طول الممر لتجده كرون، ويختارها لتكون المستخدم التالي للقلم ويكلفها باستخدام القلم التي لم تتمكن من اكتشاف منفعته. بعد بضع سنوات، عندما احتُجز نورمان في لامدا، قدم سمي المساعدة لهذا الأخير أثناء سعيهم لتدمير المنشأة، على الرغم من أن الاثنين نجحا في القيام بذلك، قُتل سمي خلال عملية تطهير نظمها بيتر راتري.
- فينسنت

ترعرع في غلوري بيل للأيتام، وقد تم شحنه إلى لامبدا. فينسنت هو شاب طويل القامة ذو بشرة داكنة مع غرز في أعلى رأسه الأصلع وعيناه الخضراوتان. عادة ما يُرى فينسنت يرتدي قميصًا أبيض بأكمام طويلة تحت سترة سوداء، وبنطلونًا أسود، وربطة عنق، ونظارات. إنه على دراية بالعلاج الطبي.
- سيسلو

هو شاب يبلغ من العمر 17 عامًا ولد ونشأ في غودويل ريدج، تم شحنه إلى لامبدا. لديه عيون سوداء وشعر أسود قصير مع علامة "X" بيضاء على رأسه. يرتدي وزرة خضراء مع قميص أسود تحتها ، إلى جانب قفازات سوداء. يتمتع سيسلو ببنية عضلية ويحارب الشياطين.
- باربرا

باربرا فتاة تبلغ من العمر 16 عامًا ولدت ونشأت في دار غودويل ريدج للأيتام، وقد تم شحنها إلى لامدا مع سيسلو. باربرا لديها كراهية شديدة للشياطين بسبب التجارب المؤلمة التي مروا بها. إنها تأكل لحم الشيطان كشكل من أشكال الانتقام. باربرا لها عيون بنية وشعر بني في شكل ذيل حصان طويل للغاية وغرّة مموجة. غالبًا ما تُرى وهي ترتدي قميصًا أسود مع طبعة نجمة صفراء وسترة حمراء وسروال قصير أزرق وحذاء رمادي غامق.
- زازي

زازي طفل يبلغ من العمر 5 سنوات ولد ونشأ في لامدا. لديه بناء مراهق نتيجة التجارب التي أجريت عليه. يرتدي زازي كيسًا ورقيًا فوق رأسه وهو ماهر في محاربة الشياطين بواسطة سيفين طويلين يرتديههما مربوطان على ظهره.
- هاياتو

هاياتو طفل يبلغ من العمر سنتان وُلِد في مزرعة إنتاج ضخمة ونُقل إلى لامدا. لديه بناء مراهق نتيجة التجارب التي أجريت عليه. هاياتو مبتهج وحيوي. لديه شعر أشقر شائك ، وعيناه خضراء ، وعادة ما يُرى وهو يرتدي عصابة رأس بيضاء. إنه صديق جيد لجين.
- جين

جين يبلغ من العمر عامين وُلد في مزرعة إنتاج ضخمة وتم نقله إلى لامدا. لديه بناء مراهق نتيجة التجارب التي أجريت عليه. يرتدي جين قناعًا أسود يغطي أنفه وفمه وهو ماهر في استخدام الرمح. لديه شعر أسود مشدود إلى شكل ذيل حصان قصير وعالي. غالبًا ما يرتدي عباءة مقنعة مع دبوس بومة متصل. إنه صديق جيد مع هاياتو.

## الإنتاج

### المانغا
نيفرلاند الموعودة سلسلة مانغا يابانية من كتابة كايو شيراي ورسم بوسوكا ديميزو. هذا هو التعاون الثاني بين شيراي وديميزو، بعد عملهم الاول  أمنية بوبي. نشأت قصة نيفرلاند الموعودة من مسودة، بعنوان «نيفرلاند» (تم توسيعه لاحقًا إلى «نيفرلاند الموعودة» بسبب قضايا حقوق النشر)، التي أحضرها كايو شيراي إلى قسم تحرير مجلة شونن جمب الأسبوعية في عام 2014، والتي غطت القصة الأولى للمانغا بالكامل في أكثر من 300 صفحة. بدأت المانغا في العدد الرابع والثلاثين لعام 2016 من مجلة شونن جمب الأسبوعية في 1 أغسطس، 2016. انتهى تسلسل المانغا في العدد 28 لعام 2020 من مجلة شونن جمب الأسبوعية في 15 يونيو 2020. جمعت شوئيشا فصولها في عشرين فردً من تانكوبون مجلدات، التي تم إصدارها في الفترة من 2 ديسمبر 2016 إلى 2 أكتوبر 2020، في اليابان. المانغا متوفرة بشكل رسمي باللغة العربية في مجلة وتطبيق مانغا العربية للشباب، منذ 2022.
في 25 يوليو 2016، أعلنت شركة فيز ميديا أنها ستنشر رقمياً الفصول الثلاثة الأولى من المانغا في مجلة شونن جمب الأسبوعية الأمريكية. بعد ذلك، نشرت فصول المانغا الجديدة بالتزامن مع الإصدار الياباني. صدر أول مجلد مطبوع في أمريكا الشمالية في 5 ديسمبر 2017. بدأت شوئيشا في محاكاة نشر السلسلة باللغة الإنجليزية على موقع الويب والتطبيق مانغا بلوس في يناير 2019.
تم نشر فصل خاص مكون من 16 صفحة عن راي في العدد 44 من مجلة شونن جمب الأسبوعية في 5 أكتوبر 2020. نُشر فصل خاص مكون من 36 صفحة حول الاخت كرون في العدد الأول لعام 2021 من مجلة شونن جمب الأسبوعية في 7 ديسمبر 2020. تم إصدار فصل خاص من 19 صفحة في «معرض نيفرلاند الموعودة»، الحدث الذي عقد في طوكيو من 11 ديسمبر 2020 حتى 11 يناير 2021. نُشر فصل من 32 صفحة عن إيزابيلا في العدد الثاني لعام 2021 من شونن جمب الأسبوعية في 14 ديسمبر 2020. نُشر الفصل الخاص الاخير، بعنوان نحن ولدنا، والتي تحكي قصة نيفرلاند الموعودة الأخرى، في العدد الخامس والسادس المجمع لعام 2021 من مجلة شونن جمب الأسبوعية في 4 يناير 2021.
تم نشر مانغا جانببة كوميدية بعنوان وعد نيفرلاند في تطبيق شونن جمب+ من 11 يناير إلى 28 مارس 2019. المانغا من كتابة ورسم شوهي ميازاكي، وتم إصدار مجلد تانكوبون المُجمع لفصول المانغا في 4 يونيو 2019.

### المجلدات
صدر للمانغا 20 مجلداً بالنسخة اليابانية.
- المجلد 1 (2 ديسمبر 2016)[25]
- المجلد 2 (4 فبراير 2017)[39]
- المجلد 3 (4 أبريل 2017)[40]
- المجلد 4 (4 يوليو 2017)[41]
- المجلد 5 (4 سبتمبر 2017)[42]
- المجلد 6 (2 نوفمبر 2017)[43]
- المجلد 7 (4 يناير 2018)[44]
- المجلد 8 (4 أبريل 2018)[45]
- المجلد 9 (4 يونيو 2018)[46]
- المجلد 10 (3 أغسطس 2018)[47]
- المجلد 11 (2 نوفمبر 2018)[48]
- المجلد 12 (4 يناير 2019)[49]
- المجلد 13 (4 مارس 2019)[50]
- المجلد 14 (4 يونيو 2019)[51]
- المجلد 15 (2 أغسطس 2019)[52]
- المجلد 16 (4 أكتوبر 2019)[53]
- المجلد 17 (4 يناير 2020)[54]
- المجلد 18 (4 مارس 2020)[55]
- المجلد 19 (3 يوليو 2020)[56]
- المجلد 20 والأخير (2 أكتوبر 2020)[26]

### الروايات الخفيفة
سلسلة الروايات الخفيفة من كتابة ناناو ورسم بوسوكا ديميزو وتحرير شوئيشا، التي نُشرت رواياتها الأربع حتى الآن. الرواية الأول، نيفرلاند الموعودة ~ رسالة من نورمان ~، صدر في 3 يونيو 2018. الثانية، نيفرلاند الموعودة ~ ذكريات ماما ~، تم إصدارها في 4 يناير 2019. الرواية الثالثة، نيفرلاند الموعودة ~ سجلات الرفاق ~، تم إصداره في 2 أكتوبر 2020. الرواية الرابعة، نيفرلاند الموعودة ~ أفلام الذكريات ~، صدر في 4 ديسمبر 2020 ويحدث بعد انتهاء المانغا، متابعين نورمان وإيما وأصدقائهم يتحدثون عن ذكرياتهم.

### الانمي
كشف العدد 25 في سنة 2018 من مجلة شونن جمب الأسبوعية، التي صدرت في 21 مايو، أن العدد القادم من المجلة سيحتوي على «إعلان هام» للمانغا. وهكذا، في 28 مايو، كشف العدد السادس والعشرون عن إنتاج مسلسل انمي تلفزيوني. هذا الانمي من إخراج مامورو كانبي وتأليف توشيا أونو داخل استوديو الرسوم المتحركة كلوفر وركس؛ كازواكي شيمادا هو مصمم الشخصيات بينما قام تاكاهيرو أوباتا بتأليف الموسيقى التصويرية للانمي. عرضة الحلقة الأولى على منصة امازون الرقمية برايم فيديو في اليابان في 10 يناير 2019. ثم عُرض الانمي في قناة تلفزيون فوجي في نويتامينا بين 11 يناير و 29 مارس 2019. أعلن عن الموسم الثاني في نهاية الحلقة الثانية عشر والأخيرة من الموسم الأول. من المقرر مبدئيًا في أكتوبر 2020، تم تأجيل بثه في اليابان حتى يناير 2021، بسبب مضاعفات الإنتاج الناتجة عن جائحة فيروس كورونا في اليابان. تم بث الموسم الثاني على قناة تلفزيون فوجي في نويتامينا منذ 8 يناير حتى 25 مارس 2021.

### فيلم حي
تم الإعلان عن فيلم حي مقتبس في سبتمبر 2019، الفيلم من اخراج ييتشيرو هيراكاوا مع نوريكو غوتو للسيناريو وكين موراس كمنتج. يوزع توهو الفيلم الذي عرض في دور العرض اليابانية اعتبارًا من 18 ديسمبر 2020. يعرض الفيلم تغييرات عن القصة الأصلية، بما في ذلك العمر الذي يتم فيه «إيفاد» الأيتام من 12 إلى 16 عامًا.

#### التوزيع
- مينامي هامابي: إيما
- جيو كيري: راي
- ريهيتو إيتاجاكي: نورمان
- كيتاجاوا كيكو: إيزابيلا
- واتانابي نعومي: كرون
- أسادا هالو: كوني
- شيبازاكي فوجا: نات
- أندو ميو: جيلدا
- سانتوكي سوما: دون
- ماتسوزاكا توري: بيتر راتري
- يوريتو موري: فيل
- بيجي أسادا: كوني
- ليلاني ماتسوموتو: آنا
- أدينان: دومينيك
- موتوتا ميزوجوتشي: توماس
- كوسي كيمورا: لانيون
- مجموعة فوروهاشي: مارك
- ميسورا شيمورا: أليسيا
- جيرارد سارة: إيفيت
- روبرت بالمر: كريس
- شيزوكو أوتا: شيري
- هاروكا ساتو: جاسبر
- سايوكي مياجيما: مانيا
- ريسا كانيكو: نينا
- أريانة: جيميما
- داليان: فيفيان
- يانو: كارول

### مسلسل تلفزيوني حي
في يونيو 2020، تم الكشف عن أن استوديوهات أمازون وفوكس ستوديوز يطوران سلسلة من الأحداث الحية من أجل برايم فيديو. يقوم رودني روثمان بإخراج المسلسل وميغان مالوي تكتب السيناريو. روثمان وماسي أوكا وروي لي وميري يون هم المنتجون التنفيذيون للسلسلة.

### انتاجات أخرى
كتاب فني بعنوان نيفرلاند الموعودة: كتاب الفن - العالم، تم نشره في 4 نوفمبر 2020. كتاب معجبين بعنوان نيفرلاند الموعودة 0: الرمز الغامض, تم نشره في 4 ديسمبر 2020.
أقيم معرض فني لـنفرلاند الموعودة في متحف موري للفنون في روبونغي في الفترة من 11 ديسمبر 2020 إلى 11 يناير 2021. عقد المعرض مرة أخرى في الفترة من 17 مارس إلى 5 أبريل 2021 في أوساكا، اليابان. في الفترة من 24 أبريل إلى 9 مايو 2021، اقيم المعرض في مركز ناغويا للمؤتمرات. في الفترة من 3 إلى 25 يوليو 2021، اقيم المعرض في أوكاياما باليابان. ومرة أخرى في 21 يوليو إلى 16 أغسطس 2021 في سابورو باليابان. عقد حدث ترفيهي قائم على الترفيه والمغامرة يسمى نيفرلاند الموعودة: المتحف في روبونجي، طوكيو في الفترة من 26 يونيو إلى 30 ديسمبر 2021.
في يناير 2021، أُعلن أن المانغا ستحصل على تطبيق ألعاب. اللعبة متوفرة في نظام التشغيل للهواتف الذكية أندرويد وآي أو إس منذ 22 أبريل 2021. تم تطوير اللعبة بواسطة GOODROID ونشرها بواسطة CyberAgent. قامت نيفرلاند الموعودة بعمل كروس أوفر مع لعبة الفيديو Identity V في فبراير 2021. بدأ حدث كروس اوفر الثاني مع Identity V في 24 سبتمبر 2021. قامت السلسلة بحدث كروس اوفر آخر مع لعبة الفيديو Jumputi Heroes في مارس 2021.

## الاستقبال

### المبيعات
كانت نيفرلاند الموعودة في المركز الرابع والعشرون في الأعمال الأكثر دخلا في اليابان في عام 2018 (الفترة من 11 ديسمبر 2017 إلى 9 ديسمبر 2018)، بمبيعات تقديرية بلغت 1,9 مليار ين ياباني. كانت سابع الاعمال الأكثر دخلا في عام 2019، بمبيعات قدرت بنحو 3.8 مليار ين. كانت عاشر الاعمال الأكثر دخلا في عام 2020، بمبيعات قدرت بـ 3.5 مليار ين.
كانت نيفرلاند الموعودة في عام 2017، المانغا رقم 13 الأكثر مبيعًا لهذا العام في اليابان، حيث بيعت منها أكثر من 2 مليون نسخة. كانت ثامن أفضل مانغا مبيعًا في عام 2018، حيث بيعت أكثر من 4.2 مليون نسخة. كانت رابع أفضل مانغا مبيعًا في عام 2019، حيث بيعت أكثر من 7.4 مليون نسخة. كانت سادس أفضل مانغا مبيعًا في عام 2020، حيث بيعت أكثر من 6.3 مليون نسخة. كانت المانغا السادسة الأكثر مبيعًا في النصف الأول من عام 2021، حيث بيعت أكثر من 3.1 مليون نسخة. إجمالي تداول السلسلة في العالم تعدى 42 مليون نسخة اعتبارًا من أغسطس 2023.

### استقبال نقدي
تمتعت ريبيكا سيلفرمان من شبكة أخبار الأنمي بأول مجلد للمانغا وأعطته A− ، قائلة، «الخطى المتوتر، والروابط الأدبية الممتعة والفن والقصة يعملان معًا بشكل جيد، خيمة قوية و مواضيع قوية جدا». أعطى ليروي دورسو من موقع كوميك بوك بين المجلد الأول 9/10. أشاد دورسو بالمانغا والشخصيات ورواية القصة والرسومات، قائلاً إن النتيجة هي «فيلم شرير وخيال غامض وإثارة غامضة». أشاد غابي بيرالتا من فاندوم بوست بلمانغا، في مراجعته للمجلد الأول، ومنحه علامة "B +" وقال «يبدو وكأنه فيلم هزلي أسبوعي حديث من شونن جمب الأسبوعية من جميع النواحي - إنه مفعم بالحيوية وحريص على الإرضاء». استمتعت كاثرين داسي من موقع مانغا كريتيك بالمانغا. كتبت داسي أنها أحببت بناء العالم، وتيرة الشقوق، والأعمال الفنية الواضحة، وتطور الحبكة المذهل في المجلد الأول. كما أشادت بإدخال الشخصيات الرئيسية والصراع الرئيسي للقصة.
تصف الناقدة والمؤلفة، يوكاري فوجيموتو، المانغا بأنها "أولاً وقبل كل شيء، على الرغم من أنها مانغا منشورة في مجلة شونين، الشخصية الرئيسية هي أنثى. يظهر الكثير من الأطفال، ومشاهد القتال والحياة الجماعية هي مصورة بشكل جيد جدا، ولكن لا يوجد فرق بين الرجل والمرأة في أدوارهما في هذا العمل، فهي متوازنة للغاية. تطور القصة مثير للاهتمام، وبينما كان هذا العمل يتسلسل، كنت دائما أتطلع إلى قراءة المجلدات كلها. علاوة على ذلك، في نهاية القصة، ينصب التركيز على توسيع حدود وخيارات كل من الشياطين والبشر. وهذا أيضًا لتفكيك النظام الجنساني الحالي، مثل الاعتراف بكون الرجال ضحية". أشادت فنانة المانغا هيروكو ميزوجوتشي بلعمل بقولها إن الرسومات مرسومة بشكل رائع جدا، كما أن الشخصيات مرسومة بشكل جيد ايضا، والقصة رائعة ومدهشة ومثيرة للاهتمام. كما سلطت الضوء على الحضور النساء القوي في القصة. صرحت مانامي تاتشيبانا، عضوة مجموعة دراسة النوع الاجتماعي، أن القصة هي قصة مغامرة وهروب نبيل، حيث يدرك الأطفال في دار للأيتام أنهم ليسوا أيتامًا ولكنهم أطفال ماشية للوحوش. وصفت القصة على أنها لعبة حيث تحل المهام واحدة تلو الأخرى وتنتقل إلى التالية. واختتمت بالتصفيق للمسؤولين ودار النشر الذين نشروها، لنشرهم قصة مختلفة عن بقية اعمال المانغا اليابانية المنشورة في هذا المجال.
كتب كل من فنانا المانغا أوسامو أكيموتو وإييتشيرو أودا تعليقات يمدحان فيها العمل بشكل كبير في المجلدين الثاني والرابع من السلسلة، على التوالي. كما أشاد المؤلف توشيو اوكادا بالمانغا وأوصى بها.
أشاد الكاتب والفنان ماساكي تسوجي بأن نيفرلاند الموعودة سلسلة مانغا لها "بداية وانعطاف وخاتمة واضحة"، والتي وصفها بأنها "شيء نادر لقصة طويلة اكتسبت شعبية". كما كتب أن نيفرلاند الموعودة من أفضل الاعمال اليابانية التي انتهت في السنوات الأخيرة. أشاد شينغما لينجي من موقع ريل ساوند الياباني بالقصة الجيدة والنظرة العالمية للعمل، وذكر أيضًا أن فن بوسوكاديميزو جميل جدًا وأنيق ومذهل للغاية. كما أنه يؤكد على علم النفس وتشويق العمل الذي يواجه الوجود بـ "الحكمة". وأشار إلى أنه في الارك الاخير، حيث تأكل الوحوش الناس والشياطين كما تشاء، مشهد يتضح فيه موضوع هذا العمل وهو النهاية المحزنة لمن احتكروا الثروة وضحوا بالضعيف. أضاف لينجي، "معضلة الهدف والتضحية هي السبب في أن نيفرلاند الموعودة أصبحت تحفة فنية مليئة بالواقع".

### جوائز وترشيحات المانغا
احتلت نيفرلاند الموعودة المرتبة السادسة والعشرون في قائمة «كتاب العام» لعام 2018 من قبل مجلة دافنشي, والمرتبة الخامسة والثلاثون في عام 2019، والمرتبة الثامنة عشر في عام 2020، والمرتبة السادسة والعشرون في عام 2021. احتلت نيفرلاند الموعودة المرتبة الثانية عشر في تصنيف "افضل الاعمال" لعام 2020، حيث شارك فيه 46،641 مستخدمًا (عبر تويتر). في استطلاع "مانغا سوسان كيو" على تلفزيون هيئة بث أساهي، والذي صوّت فيه 150.000 شخص لأفضل 100 سلسلة مانغا، احتلت نيفرلاند الموعودة المرتبة السادسة والاربعين. أدرجت «بارنز أند نوبل» نيفرلاند الموعودة في قائمة «مانغا المفضلة لدينا لعام 2018». تم إدراج نيفرلاند الموعودة في قائمة جمعية المكتبات الأمريكية لأفضل الروايات المصورة للشباب في عام 2018، و2019. في جوائز تمبلر السنوية، والذي تسلط الضوء على أكبر المجتمعات والقواعد الجماهيرية والاتجاهات على المنصة على مدار العام، احتلت نيفرلاند الموعودة المرتبة الخامسة عشر في فئة المانغا والانمي لسنة 2019، واحتلت المركز السادس والاربعين في نسخة 2020.

#### جدول جوائز وترشيحات المانغا
| السنة | الجائزة                              | الفئة                   | النتيجة       | المراجع         |
| ----- | ------------------------------------ | ----------------------- | ------------- | --------------- |
| 2016  | جوائز ماندو كوباياشي                 | جائزة افضل مانغا جديدة  | فوز           | [ 116 ]         |
| 2017  | جوائز ماندو كوباياشي                 | جائزة افضل مانغا        | فوز           | [ 117 ]         |
| 2017  | جوائز تسوتايا للمانغا                | افضل مانغا جديدة        | فوز           | [ 118 ]         |
| 2017  | جوائز المانغا الكبرى                 | الجائزة الكبرى          | فوز           | [ 119 ]         |
| 2017  | جائزة المانغا الكبرى                 | افضل مانغا              | رُشِّح           | [ 120 ] [ 121 ] |
| 2017  | جائزة المانغا الجديدة                | افضل مانغا              | المركز الثاني | [ 122 ]         |
| 2018  | جائزة شوغاكوكان للمانغا              | افضل مانغا شونن         | فوز           | [ 123 ]         |
| 2018  | جائزة أوسامو تيزوكا الثقافية         | الجائزة الثقافية        | رُشِّح           | [ 124 ]         |
| 2018  | جائزة المانغا الكبرى                 | افضل مانغا              | رُشِّح           | [ 125 ]         |
| 2018  | جائزة مهرجان الاسباني للمانغا        | افضل مانغا شونن         | رُشِّح           | [ 126 ]         |
| 2018  | جوائز تسوتايا للمانغا                | افضل الاعمال في التاريخ | المركز الثالث | [ 127 ]         |
| 2018  | جوائز مهرجان الفنون اليابانية        | فئة المانغا             | فوز           | [ 128 ]         |
| 2018  | جوائز فرنسا للمانغا                  | افضل الاعمال            | فوز           | [ 129 ]         |
| 2018  | افضل المانغات اليابانية              | افضل عمل                | فوز           | [ 130 ]         |
| 2018  | جائزة شبكة الاخبار الفرنسية للمانغا  | افضل مانغا شونن         | فوز           | [ 131 ]         |
| 2018  | جوائز غوغل بلاي                      | افضل مانغا يابانية      | فوز           | [ 132 ]         |
| 2018  | جوائز كوريا للمانغا                  | افضل مانغا جديدة        | فوز           | [ 133 ] [ 134 ] |
| 2019  | جوائز شبكة بابيليو الفرنسية للمانغا  | افضل مانغا              | فوز           | [ 135 ]         |
| 2019  | افضل مانغا في فرنسا                  | افضل مانغا شونن         | فوز           | [ 136 ] [ 137 ] |
| 2019  | جائزة فرنسا للمانغا                  | افضل مانغا              | فوز           | [ 138 ]         |
| 2019  | جائزة أوسامو تيزوكا الثقافية         | الجائزة الثقافية        | رُشِّح           | [ 139 ]         |
| 2019  | جائزة البرتغال للمانغا               | افضل مانغا              | رُشِّح           | [ 140 ]         |
| 2019  | جائزة كونيشي الفرنسية للمانغا        | افضل مانغا مترجمة       | رُشِّح           | [ 141 ]         |
| 2019  | جوائز كوريا للمانغا                  | افضل مانغا              | فوز           | [ 142 ]         |
| 2019  | جائزة بيكوما للمانغا                 | افضل مانغا              | فوز           | [ 143 ] [ 144 ] |
| 2019  | جابان إكسبو                          | افضل مانغا جديدة        | فوز           | [ 145 ]         |
| 2019  | جابان إكسبو                          | افضل سيناريو            | فوز           | [ 145 ]         |
| 2019  | جائزة مهرجان الاسباني للمانغا        | افضل مانغا شونن         | فوز           | [ 146 ] [ 147 ] |
| 2020  | جائزه مهرجان لوكا للمانغا            | افضل مانغا              | فوز           | [ 148 ] [ 149 ] |
| 2020  | جوائز انيمكليك للمانغا               | افضل مانغا جديدة        | فوز           | [ 150 ] [ 151 ] |
| 2020  | جوائز انيمكليك للمانغا               | اكثر عمل مرغوب          | فوز           | [ 150 ] [ 151 ] |
| 2020  | جوائز اليابان للاعمال المرموقة       | الجائزة الكبرى          | فوز           | [ 152 ]         |
| 2020  | جائزة سايتو تاكاو للمانغا            | افضل مانغا              | رُشِّح           | [ 153 ]         |
| 2021  | جائزة البرتغال للمانغا               | افضل مانغا مترجمة       | رُشِّح           | [ 154 ]         |
| 2021  | جائزة أوسامو تيزوكا الثقافية         | الجائزة الثقافية        | رُشِّح           | [ 155 ]         |
| 2021  | جائزة نيبولا اليابانية لافضل الاعمال | افضل مانغا              | رُشِّح           | [ 156 ]         |

### جوائز وترشيحات الانمي
في فبراير 2020، حصل الانمي على جائزة «أفضل خيال» في حفل توزيع جوائز كرانشي رول، وفازت إيزابيلا بفئة «أفضل خصم». كما حصل مسلسل الانمي على جائزتي «دراما العام للأنمي» و«أفضل موسيقى تصويرية» في حفل جوائز «انيمي تريندينغ». صنف موقع بوليجون الانمي كواحد من أفضل الانميات في العقد الاخير، وأدرجها موقع كرانشي رول في «أفضل 100 أنمي في العقد 2010». أدرج موقع آي جي إن أيضًا نيفرلاند الموعودة ضمن أفضل مسلسلات الأنمي في العقد الأول من القرن الحادي والعشرين. أدرجت لورين أورسيني من مجلة فوربس نيفرلاند الموعودة في قائمتها لأفضل الانميات في العقد 2010. كما أدرجت ذا فيرج سلسلة الأنمي في قائمتها لأفضل الانميات لعام 2019. صنف جيمس بيكيت من موقع شبكة أخبار الأنمي نيفرلاند الموعودة في المرتبة الخامسة على قائمته لأفضل مسلسلات الأنمي لعام 2019. احتلت نيفرلاند الموعودة المرتبة الثالثة في قائمة أفضل أنمي لعام 2019 في موقع ثريليست.

#### جدول جوائز وترشيحات الانمي
| السنة | الجائزة                 | الفئة                        | المرشح                            | النتيجة | المراجع         |
| ----- | ----------------------- | ---------------------------- | --------------------------------- | ------- | --------------- |
| 2019  | جوائز نيوتايب للانمي    | الجائزة الخاصة               | نيفرلاند الموعودة                 | فوز     | [ 167 ]         |
| 2020  | جوائز كرانشي رول للانمي | افضل انمي في السنة           | نيفرلاند الموعودة                 | رُشِّح     | [ 168 ] [ 169 ] |
| 2020  | جوائز كرانشي رول للانمي | افضل شخصية انثوية            | ايما                              | رُشِّح     | [ 168 ] [ 169 ] |
| 2020  | جوائز كرانشي رول للانمي | افضل بطل                     | ايما                              | رُشِّح     | [ 168 ] [ 169 ] |
| 2020  | جوائز كرانشي رول للانمي | افضل خصم                     | ايزابيلا                          | فوز     | [ 168 ] [ 169 ] |
| 2020  | جوائز كرانشي رول للانمي | افضل دراما                   | نيفرلاند الموعودة                 | رُشِّح     | [ 168 ] [ 169 ] |
| 2020  | جوائز كرانشي رول للانمي | افضل خيال                    | نيفرلاند الموعودة                 | فوز     | [ 168 ] [ 169 ] |
| 2020  | جوائز كرانشي رول للانمي | افضل اغنية افتتاحية          | «تاتش أوف» نيفرلاند الموعودة      | رُشِّح     | [ 168 ] [ 169 ] |
| 2020  | جوائز كرانشي رول للانمي | أفضل أداء صوتي               | يوكو كايدا بدور ايزابيلا          | رُشِّح     | [ 168 ] [ 169 ] |
| 2020  | جوائز انيمي تريندينج    | افضل انمي في السنة           | نيفرلاند الموعودة                 | رُشِّح     | [ 170 ] [ 171 ] |
| 2020  | جوائز انيمي تريندينج    | افضل شخصية ذكورية            | راي                               | رُشِّح     | [ 170 ] [ 171 ] |
| 2020  | جوائز انيمي تريندينج    | افضل شخصية ذكورية            | نورمان                            | رُشِّح     | [ 170 ] [ 171 ] |
| 2020  | جوائز انيمي تريندينج    | افضل شخصية انثوية            | ايما                              | رُشِّح     | [ 170 ] [ 171 ] |
| 2020  | جوائز انيمي تريندينج    | افضل الشخصيات الثانوية       | فيل                               | رُشِّح     | [ 170 ] [ 171 ] |
| 2020  | جوائز انيمي تريندينج    | افضل الشخصيات الثانوية       | دون                               | رُشِّح     | [ 170 ] [ 171 ] |
| 2020  | جوائز انيمي تريندينج    | افضل اغنية افتتاحية          | «تاتش أوف» نيفرلاند الموعودة      | رُشِّح     | [ 170 ] [ 171 ] |
| 2020  | جوائز انيمي تريندينج    | افضل اغنية اختتامية          | «زيتاي زيتسومي» نيفرلاند الموعودة | رُشِّح     | [ 170 ] [ 171 ] |
| 2020  | جوائز انيمي تريندينج    | افضل اقتباس                  | نيفرلاند الموعودة                 | رُشِّح     | [ 170 ] [ 171 ] |
| 2020  | جوائز انيمي تريندينج    | الافضل في الاجماع            | نيفرلاند الموعودة                 | رُشِّح     | [ 170 ] [ 171 ] |
| 2020  | جوائز انيمي تريندينج    | الافضل في الموسيقى التصويرية | نيفرلاند الموعودة                 | فوز     | [ 170 ] [ 171 ] |
| 2020  | جوائز انيمي تريندينج    | افضل دراما                   | نيفرلاند الموعودة                 | فوز     | [ 170 ] [ 171 ] |
| 2020  | جوائز انيمي تريندينج    | افضل انمي نفسي أو غامض       | نيفرلاند الموعودة                 | رُشِّح     | [ 170 ] [ 171 ] |
| 2020  | جوائز انيمي تريندينج    | افضل اداء صوتي               | ماريا إيسي بدور راي               | رُشِّح     | [ 170 ] [ 171 ] |
| 2020  | جوائز انيمي تريندينج    | افضل اداء صوتي               | مآيا أوتشيدا بدور نورمان          | رُشِّح     | [ 170 ] [ 171 ] |
| 2020  | جوائز انيمي تريندينج    | الجائزة الخاصة               | راي                               | فوز     | [ 170 ] [ 171 ] |
| 2020  | جوائز انيمي تريندينج    | الجائزة الخاصة               | فيل                               | رُشِّح     | [ 170 ] [ 171 ] |
| 2020  | جوائز انيمي تريندينج    | الجائزة الخاصة               | دون                               | رُشِّح     | [ 170 ] [ 171 ] |

## وصلات خارجية
- نيفرلاند الموعودة على موقع ANN manga (الإنجليزية)